# الولايات المتحدة في الألعاب البارالمبية الصيفية 2024
نافست الولايات المتحدة في الألعاب البارالمبية الصيفية 2024 في باريس، فرنسا، من 28 أغسطس إلى 8 سبتمبر 2024.

## الحائزون على الميداليات

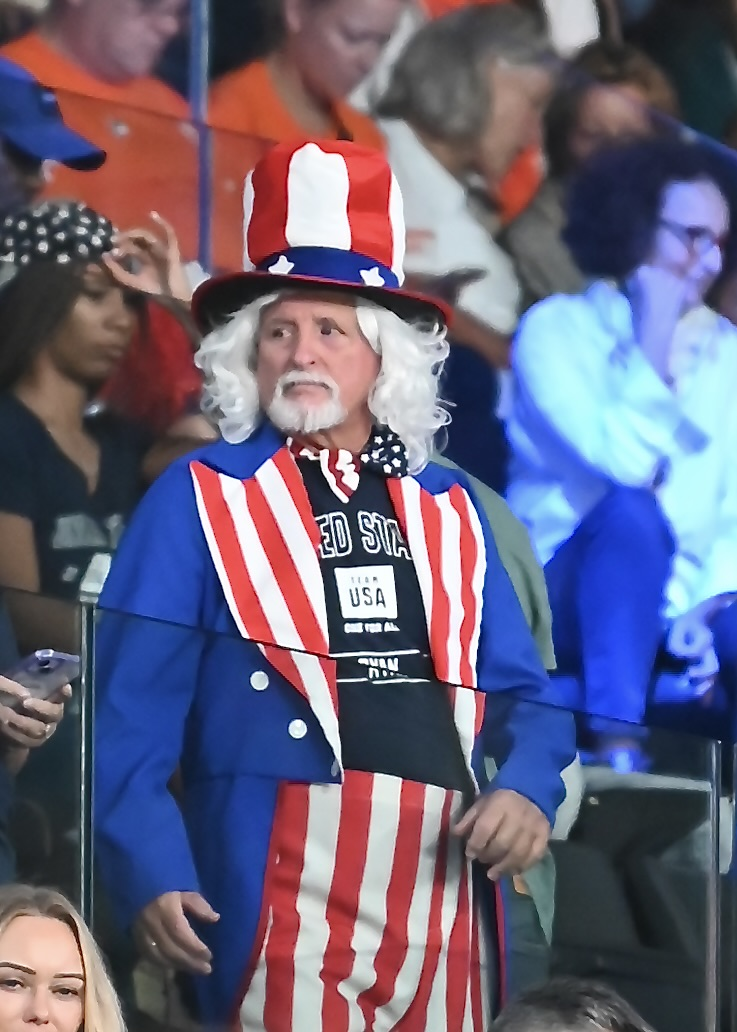
والد لاعبة كرة السلة على الكراسي المتحركة كورتني رايان

فاز المتنافسون الأمريكيون التاليون بميداليات في الألعاب. في أقسام الرياضات أدناه، أسماء الحائزين على الميداليات مكتوبة بـالخط العريض.
| الميدالية | الاسم | الرياضة                        | الحدث                               | التاريخ  |
| --------- | --- | ------------------------------ | ----------------------------------- | -------- |
| ذهبية     | جيا برغوليني | السباحة                        | 50 متر حرة سيدات S13                | أغسطس 30 |
| ذهبية     | نوح مالون | ألعاب القوى                    | 100 متر رجال T12                    | أغسطس 31 |
| ذهبية     | جايدين بلاك ويل | ألعاب القوى                    | 100 متر رجال T47                    | أغسطس 31 |
| ذهبية     | دانيال رومان تشوك | ألعاب القوى                    | 100 متر رجال T54                    | أغسطس 31 |
| ذهبية     | أوليفيا تشامبرز | السباحة                        | 50 متر حرة سيدات S13                | أغسطس 31 |
| ذهبية     | مالوري ويج مان | السباحة                        | 50 متر حرة سيدات S7                 | أغسطس 31 |
| ذهبية     | مات شتوتزمان | الرماية                        | فردي رجال مركب                      | سبتمبر 1 |
| ذهبية     | جاسون تابانسكي | الرماية                        | فردي رجال W1                        | سبتمبر 1 |
| ذهبية     | رودريك تاون سيند-روبرتس | ألعاب القوى                    | وثب طويل رجال T47                   | سبتمبر 1 |
| ذهبية     | عزرا فريش | ألعاب القوى                    | وثب طويل رجال T63                   | سبتمبر 2 |
| ذهبية     | كريس هامار | السباق الثلاثي البارالمبي      | سباق ثلاثي رجال PTS5                | سبتمبر 2 |
| ذهبية     | هيلي دانز | السباق الثلاثي البارالمبي      | سباق ثلاثي سيدات PTS2               | سبتمبر 2 |
| ذهبية     | غريس نورمان | السباق الثلاثي البارالمبي      | سباق ثلاثي سيدات PTS5               | سبتمبر 2 |
| ذهبية     | مورغان ستيك ني | السباحة                        | 400 متر حرة سيدات S8                | سبتمبر 2 |
| ذهبية     | جايدين بلاك ويل | ألعاب القوى                    | 400 متر رجال T47                    | سبتمبر 3 |
| ذهبية     | عزرا فريش | ألعاب القوى                    | رمي القرص رجال F63                  | سبتمبر 3 |
| ذهبية     | فيونا هاورد | الفروسية                       | فردي درجة II                        | سبتمبر 3 |
| ذهبية     | ريبيكا هارت | الفروسية                       | فردي درجة III                       | سبتمبر 3 |
| ذهبية     | ليان سميث | السباحة                        | 100 متر صدر سيدات SB7               | سبتمبر 3 |
| ذهبية     | كريستي رايلي كروسلي | السباحة                        | 100 متر صدر سيدات SB8               | سبتمبر 3 |
| ذهبية     | نويل مالكاماكي | ألعاب القوى                    | رمي القرص سيدات F41                 | سبتمبر 4 |
| ذهبية     | كاترينا بريم | ركوب الدراجات                  | سباق الزمن على الطريق سيدات H4–5    | سبتمبر 4 |
| ذهبية     | أوكسانا ماسترز | ركوب الدراجات                  | سباق الزمن على الطريق سيدات H5      | سبتمبر 4 |
| ذهبية     | سامانثا بوسكو | ركوب الدراجات                  | مطاردة فردية سيدات C4               | سبتمبر 4 |
| ذهبية     | جيسيكا لونغ | السباحة                        | 400 متر حرة سيدات S8                | سبتمبر 4 |
| ذهبية     | جيريمي كامبل | ألعاب القوى                    | رمي القرص رجال F64                  | سبتمبر 5 |
| ذهبية     | أوكسانا ماسترز | ركوب الدراجات                  | سباق الطريق سيدات H5                | سبتمبر 5 |
| ذهبية     | هانتر وودهال | ألعاب القوى                    | 400 متر رجال T62                    | سبتمبر 6 |
| ذهبية     | ريبيكا هارت فيونا هاورد روكسان ترونيل | الفروسية                       | الفرق                               | سبتمبر 6 |
| ذهبية     | ليان سميث | السباحة                        | 200 متر فردي متنوع سيدات SM7        | سبتمبر 6 |
| ذهبية     | كريستي رايلي كروسلي | السباحة                        | 200 متر فردي متنوع سيدات SM8        | سبتمبر 6 |
| ذهبية     | فيونا هاورد | الفروسية                       | فردي حر درجة II                     | سبتمبر 7 |
| ذهبية     | ريبيكا هارت | الفروسية                       | فردي حر درجة III ‏                   | سبتمبر 7 |
| ذهبية     | الولايات المتحدة منتخب كرة الطائرة جلوس للسيدات كاتي هولواي بريدج، ويتني دوستي، تيا إدواردز، هيثر إريكسون، كالييو كاناهيلي ماكلي، مونيك ماثيوز، نيكي نيفيس، سيدني ساتشيل، إيما شييك، ألكسيس شي فليت-باترسون، لورا ويبستر، بيثاني زومو           | الكرة الطائرة جلوس             | بطولة السيدات                       | سبتمبر 7 |
| ذهبية     | جيسيكا لونغ | السباحة                        | 100 متر فراشة سيدات S8              | سبتمبر 7 |
| ذهبية     | الولايات المتحدة منتخب كرة السلة على الكراسي المتحركة للرجال برايان بيل، جون بوي، إيه جيه فيتزباتريك، نايت هينزي، تريفون جينيفر، تالين جوردان، جيرومي ماير، فابيان رومو، خورخي سالازار، بول شولتي، ستيف سيريو، جاكوب ويليامز                    | كرة السلة على الكراسي المتحركة | بطولة الرجال                        | سبتمبر 7 |
| فضية      | إليزابيث ماركس | السباحة                        | 100 متر صدر سيدات SB11              | أغسطس 29 |
| فضية      | كريستي رايلي كروسلي | السباحة                        | 100 متر صدر سيدات SB7               | أغسطس 29 |
| فضية      | غريس نوفير | السباحة                        | 100 متر صدر سيدات SB5               | أغسطس 29 |
| فضية      | كوربان بيست | ألعاب القوى                    | دفع الجلة رجال F57                  | أغسطس 30 |
| فضية      | إليزابيث ماركس | السباحة                        | 50 متر حرة سيدات S11                | أغسطس 30 |
| فضية      | عباس كريمي إليزابيث ماركس زاكاري شاتوك ليان سميث | السباحة                        | تتابع 4x100 متر متنوع مختلط 49 نقطة | أغسطس 30 |
| فضية      | ريان ميدرانو | ألعاب القوى                    | 400 متر رجال T38                    | أغسطس 31 |
| فضية      | سوسانا سكاروني | ألعاب القوى                    | 1500 متر سيدات T54                  | أغسطس 31 |
| فضية      | جالين روبرتس | ألعاب القوى                    | 100 متر سيدات T64                   | سبتمبر 1 |
| فضية      | سكايلر دال إميلي إل درا شير أليكس فلين بن واش بورن جيما و و لين شلاغر | التجديف                        | رباعي مختلط PR3 مع ربان             | سبتمبر 1 |
| فضية      | محمد لاهنا | السباق الثلاثي البارالمبي      | سباق ثلاثي رجال PTS2                | سبتمبر 2 |
| فضية      | كارسون كلوغ | السباق الثلاثي البارالمبي      | سباق ثلاثي رجال PTS4                | سبتمبر 2 |
| فضية      | كيندال غريتش | السباق الثلاثي البارالمبي      | سباق ثلاثي سيدات PTWC               | سبتمبر 2 |
| فضية      | يان شياو غونغ | الرماية                        | 25 متر مسدس مختلط SH1               | سبتمبر 2 |
| فضية      | جيا برغوليني | السباحة                        | 100 متر حرة سيدات S13               | سبتمبر 2 |
| فضية      | ماكينزي كوان | السباحة                        | 400 متر حرة سيدات S7                | سبتمبر 2 |
| فضية      | الولايات المتحدة فريق رجبي الكراسي المتحركة الوطني ساره آدم، تشاك أوكي، كلايتون براكيت، جيف باتلر، لي فريديت، براد هدسبث، تشاك ميلتون، إيريك نيوبي، جوش أونيل، تسيون ريدينغتون، ماسون سيمونز، جوش ويلر                                          | رجبي الكراسي المتحركة          | بطولة مختلطة ‏                       | سبتمبر 2 |
| فضية      | ريان ميدرانو | ألعاب القوى                    | 1500 متر رجال T38                   | سبتمبر 3 |
| فضية      | بريتني ماسون | ألعاب القوى                    | 200 متر سيدات T47                   | سبتمبر 3 |
| فضية      | روكسان ترونيل | الفروسية                       | فردي درجة I                         | سبتمبر 3 |
| فضية      | أوليفيا تشامبرز | السباحة                        | 100 متر ظهر سيدات S13               | سبتمبر 3 |
| فضية      | تاتيانا مكفادين | ألعاب القوى                    | 5000 متر سيدات T54                  | سبتمبر 4 |
| فضية      | ديريك لوكسيدنت | ألعاب القوى                    | 200 متر رجال T45                    | سبتمبر 4 |
| فضية      | مورغان ستيك ني | السباحة                        | 200 متر فردي متنوع سيدات SM8        | سبتمبر 4 |
| فضية      | كريستي رايلي كروسلي | السباحة                        | 100 متر صدر سيدات SB7               | سبتمبر 4 |
| فضية      | نوح مالون | ألعاب القوى                    | 400 متر رجال T12                    | سبتمبر 5 |
| فضية      | تايلور سوانسون | ألعاب القوى                    | 400 متر سيدات T38                   | سبتمبر 5 |
| فضية      | أريل ميدلتون | ألعاب القوى                    | دفع الجلة سيدات F57                 | سبتمبر 5 |
| فضية      | ماريا ليانا موتيا | الجودو                         | 57 كغم سيدات J1                     | سبتمبر 5 |
| فضية      | ألكسندرا ترويت | السباحة                        | 200 متر فردي متنوع سيدات SM10       | سبتمبر 5 |
| فضية      | أوليفيا تشامبرز | السباحة                        | 200 متر فردي متنوع سيدات SM13       | سبتمبر 5 |
| فضية      | عباس كريمي إليزابيث ماركس مورغان راي ليان سميث | السباحة                        | تتابع 4x100 متر حرة مختلط 49 نقطة   | سبتمبر 5 |
| فضية      | ديريك لوكسيدنت | ألعاب القوى                    | 100 متر رجال T45                    | سبتمبر 6 |
| فضية      | نوح جافي | السباحة                        | 400 متر حرة رجال S8                 | سبتمبر 6 |
| فضية      | ألكسندرا ترويت | السباحة                        | 100 متر ظهر سيدات S10               | سبتمبر 6 |
| فضية      | بريتني ماسون | ألعاب القوى                    | 100 متر سيدات T47                   | سبتمبر 7 |
| فضية      | إسحاق جان-بول | ألعاب القوى                    | وثب طويل رجال T11                   | سبتمبر 7 |
| فضية      | دينيس كونورز | ركوب الدراجات                  | سباق الزمن على الطريق رجال H4\      | سبتمبر 7 |
| فضية      | إليزابيث ماركس | السباحة                        | 100 متر صدر سيدات SB12              | سبتمبر 7 |
| فضية      | مالوري ويج مان | السباحة                        | 200 متر فردي متنوع سيدات SM7        | سبتمبر 7 |
| فضية      | الولايات المتحدة منتخب كرة السلة على الكراسي المتحركة للسيدات جوزي أسلاكسون، أبيجيل باوليكي، كايتلين إيتون، إيكسيل غونزاليس، روز هوليرمان، أليخاندرا إيبانيز، بيلي مودي، ريبيكا موراي، إميلي أوبيرست، كورتني رايان، ناتالي شنايدر، ليندسي زوربغ | كرة السلة على الكراسي المتحركة | بطولة السيدات                       | سبتمبر 8 |
| برونزية   | ليزا كورسو | ألعاب القوى                    | وثب طويل سيدات T11                  | أغسطس 31 |
| برونزية   | بياتريز هاتز | ألعاب القوى                    | 100 متر سيدات T64                   | أغسطس 31 |
| برونزية   | إيلوان غاردون | ركوب الدراجات                  | مطاردة فردية رجال C5                | أغسطس 31 |
| برونزية   | جوليا غافني | السباحة                        | 100 متر صدر سيدات SB7               | أغسطس 31 |
| برونزية   | إيفان ميديل | التايكوندو                     | 80 كغم رجال                         | أغسطس 31 |
| برونزية   | برايان سيمان | ألعاب القوى                    | 800 متر رجال T53                    | سبتمبر 1 |
| برونزية   | دانيال رومان تشوك | ألعاب القوى                    | 5000 متر رجال T54                   | سبتمبر 1 |
| برونزية   | سوسانا سكاروني | ألعاب القوى                    | ماراثون سيدات T54                   | سبتمبر 1 |
| برونزية   | مارك بار | السباق الثلاثي البارالمبي      | سباق ثلاثي رجال PTS2                | سبتمبر 2 |
| برونزية   | أليسا سيلي | السباق الثلاثي البارالمبي      | سباق ثلاثي سيدات PTS2               | سبتمبر 2 |
| برونزية   | سوسانا سكاروني | ألعاب القوى                    | وثب طويل سيدات T54                  | سبتمبر 3 |
| برونزية   | جاريد والاس | ألعاب القوى                    | 400 متر رجال T64                    | سبتمبر 4 |
| برونزية   | برايان سيمان | ألعاب القوى                    | 400 متر رجال T53                    | سبتمبر 5 |
| برونزية   | جالين روبرتس | ألعاب القوى                    | 200 متر سيدات T64                   | سبتمبر 5 |
| برونزية   | دافيد بلير | ألعاب القوى                    | رمي القرص رجال F44                  | سبتمبر 5 |
| برونزية   | كولين يونغ | السباحة                        | 100 متر صدر سيدات SB13              | سبتمبر 5 |
| برونزية   | إيان سيدنفيلد | تنس الطاولة                    | فردي رجال Class 1                   | سبتمبر 5 |
| برونزية   | مايكل برانيغان | ألعاب القوى                    | 1500 متر رجال T20                   | سبتمبر 6 |
| برونزية   | كوربان بيست[a] نوح مالون تاتيانا مكفادين تايلور سوانسون هانتر وودهال | ألعاب القوى                    | تتابع 4x100 متر مختلط T53/54        | سبتمبر 6 |
| برونزية   | إيفا هيوستن | ألعاب القوى                    | وثب طويل سيدات T64                  | سبتمبر 7 |
| برونزية   | كلارا براون | ركوب الدراجات                  | سباق الطريق سيدات C1–3              | سبتمبر 7 |
| برونزية   | كاترينا بريم ترافيس غارتنر مات تينغلي | ركوب الدراجات                  | فرق مختلطة                          | سبتمبر 7 |
| برونزية   | كيت شو ميكر | الفروسية                       | فردي حر درجة IV                     | سبتمبر 7 |
| برونزية   | كريستيلا غارسيا | الجودو                         | 70 كغم سيدات J1                     | سبتمبر 7 |
| برونزية   | نوح جافي كريستي رايلي كروسلي ناتالي سيمز ماثيو توريس | السباحة                        | تتابع 4x100 متر متنوع مختلط 49 نقطة | سبتمبر 7 |
| برونزية   | سوسانا سكاروني | ألعاب القوى                    | ماراثون سيدات T54                   | سبتمبر 8 |
| برونزية   | بليك هاكستون | الكانوي البارالمبي             | رجال VL2                            | سبتمبر 8 |

| الرياضة                        | ذهبية | فضية | برونزية | الإجمالي |
| السباحة                        | 10    | 17   | 3       | 30       |
| ألعاب القوى                    | 10    | 14   | 14      | 38       |
| الفروسية                       | 5     | 1    | 1       | 7        |
| ركوب الدراجات                  | 4     | 1    | 3       | 8        |
| السباق الثلاثي البارالمبي      | 3     | 3    | 2       | 8        |
| الرماية                        | 2     | 0    | 0       | 2        |
| كرة السلة على الكراسي المتحركة | 1     | 1    | 0       | 2        |
| الكرة الطائرة جلوس             | 1     | 0    | 0       | 1        |
| الجودو                         | 0     | 1    | 1       | 2        |
| الريشة الطائرة                 | 0     | 1    | 0       | 1        |
| التجديف                        | 0     | 1    | 0       | 1        |
| الرماية                        | 0     | 1    | 0       | 1        |
| رجبي الكراسي المتحركة          | 0     | 1    | 0       | 1        |
| الكانوي البارالمبي             | 0     | 0    | 1       | 1        |
| تنس الطاولة                    | 0     | 0    | 1       | 1        |
| التايكوندو                     | 0     | 0    | 1       | 1        |
| الإجمالي                       | 36    | 42   | 27      | 105      |

| اليوم    | التاريخ  | ذهبية | فضية | برونزية | الإجمالي |
| 1        | أغسطس 29 | 0     | 3    | 0       | 3        |
| 2        | أغسطس 30 | 1     | 3    | 0       | 4        |
| 3        | أغسطس 31 | 5     | 2    | 5       | 12       |
| 4        | سبتمبر 1 | 3     | 2    | 3       | 8        |
| 5        | سبتمبر 2 | 5     | 8    | 2       | 15       |
| 6        | سبتمبر 3 | 6     | 4    | 1       | 11       |
| 7        | سبتمبر 4 | 5     | 4    | 1       | 10       |
| 8        | سبتمبر 5 | 2     | 7    | 5       | 14       |
| 9        | سبتمبر 6 | 4     | 3    | 2       | 9        |
| 10       | سبتمبر 7 | 5     | 5    | 6       | 16       |
| 11       | سبتمبر 8 | 0     | 1    | 2       | 3        |
| الإجمالي | الإجمالي | 36    | 42   | 27      | 105      |

| الجنس    | ذهبية | فضية | برونزية | الإجمالي |
| أنثى     | 22    | 25   | 13      | 60       |
| ذكر      | 13    | 12   | 11      | 36       |
| مختلط    | 1     | 5    | 3       | 9        |
| الإجمالي | 36    | 42   | 27      | 105      |

| الاسم               | الرياضة       | ذهبية | فضية | برونزية | الإجمالي |
| كريستي رايلي كروسلي | السباحة       | 2     | 2    | 1       | 5        |
| إليزابيث ماركس      | السباحة       | 0     | 5    | 0       | 5        |
| ليان سميث           | السباحة       | 2     | 2    | 0       | 4        |
| سوسانا سكاروني      | ألعاب القوى   | 0     | 1    | 3       | 4        |
| ريبيكا هارت         | الفروسية      | 3     | 0    | 0       | 3        |
| فيونا هاورد         | الفروسية      | 3     | 0    | 0       | 3        |
| أوليفيا تشامبرز     | السباحة       | 1     | 2    | 0       | 3        |
| نوح مالون           | ألعاب القوى   | 1     | 1    | 1       | 3        |
| جايدين بلاك ويل     | ألعاب القوى   | 2     | 0    | 0       | 2        |
| عزرا فريش           | ألعاب القوى   | 2     | 0    | 0       | 2        |
| جيسيكا لونغ         | السباحة       | 2     | 0    | 0       | 2        |
| أوكسانا ماسترز      | ركوب الدراجات | 2     | 0    | 0       | 2        |
| جيا برغوليني        | السباحة       | 1     | 1    | 0       | 2        |
| مورغان ستيك ني      | السباحة       | 1     | 1    | 0       | 2        |
| روكسان ترونيل       | الفروسية      | 1     | 1    | 0       | 2        |
| مالوري ويج مان      | السباحة       | 1     | 1    | 0       | 2        |
| دانيال رومان تشوك   | ألعاب القوى   | 1     | 0    | 1       | 2        |
| هانتر وودهال        | ألعاب القوى   | 1     | 0    | 1       | 2        |
| عباس كريمي          | السباحة       | 0     | 2    | 0       | 2        |
| ديريك لوكسيدنت      | ألعاب القوى   | 0     | 2    | 0       | 2        |
| ريان ميدرانو        | ألعاب القوى   | 0     | 2    | 0       | 2        |
| ألكسندرا ترويت      | السباحة       | 0     | 2    | 0       | 2        |
| كوربان بيست         | ألعاب القوى   | 0     | 1    | 1       | 2        |
| نوح جافي            | السباحة       | 0     | 1    | 1       | 2        |
| تاتيانا مكفادين     | ألعاب القوى   | 0     | 1    | 1       | 2        |
| جالين روبرتس        | ألعاب القوى   | 0     | 1    | 1       | 2        |
| تايلور سوانسون      | ألعاب القوى   | 0     | 1    | 1       | 2        |
| برايان سيمان        | ألعاب القوى   | 0     | 0    | 2       | 2        |

## المتنافسون
فيما يلي قائمة بعدد المتنافسين في الألعاب، بما في ذلك البدلاء المؤهلون للمشاركة في الرياضات الجماعية.
| الرياضة                         | رجال | سيدات | المجموع |
| ------------------------------- | ---- | ----- | ------- |
| الرماية                         | 5    | 1     | 6       |
| ألعاب القوى                     | 30   | 25    | 55      |
| الريشة الطائرة                  | 1    | 1     | 2       |
| ركوب الدراجات                   | 9    | 6     | 15      |
| الفروسية                        | 0    | 4     | 4       |
| كرة الهدف                       | 6    | 0     | 6       |
| الجودو                          | 0    | 2     | 2       |
| الكانوي البارالمبية             | 1    | 1     | 2       |
| الترايثلون البارالمبية          | 8    | 9     | 17      |
| رفع الأثقال                     | 1    | 1     | 2       |
| التجديف                         | 3    | 3     | 6       |
| الرماية                         | 4    | 2     | 6       |
| كرة الطائرة جلوس                | 0    | 12    | 12      |
| السباحة                         | 11   | 22    | 33      |
| تنس الطاولة                     | 3    | 0     | 3       |
| التايكوندو                      | 1    | 1     | 2       |
| كرة السلة على الكراسي المتحركة  | 12   | 12    | 24      |
| المبارزة على الكراسي المتحركة   | 3    | 3     | 6       |
| الرجبي على الكراسي المتحركة     | 11   | 1     | 12      |
| كرة المضرب على الكراسي المتحركة | 3    | 2     | 5       |
| المجموع                         | 112  | 108   | 220     |

## الرماية
دخلت الولايات المتحدة ثلاثة رماة بارالمبيين في منافسات القوس المركب والقوس المنحني بفضل نتائجهم في بطولة العالم للرماية البارالمبية 2023 في بلزن، جمهورية التشيك.
| الرياضي                   | الحدث                 | جولة التصنيف | جولة التصنيف | دور الـ 32                    | دور الـ 16                           | ربع النهائي                              | نصف النهائي                   | النهائي / مب            | النهائي / مب |
| الرياضي                   | الحدث                 | النتيجة      | المصنف       | الخصم النتيجة                 | الخصم النتيجة                        | الخصم النتيجة                            | الخصم النتيجة                 | الخصم النتيجة           | الترتيب      |
| ------------------------- | --------------------- | ------------ | ------------ | ----------------------------- | ------------------------------------ | ---------------------------------------- | ----------------------------- | ----------------------- | ------------ |
| كيفن بوليش                | فردي الرجال قوس مركب  | 695          | 7            | غالي (إسبانيا) · ف 142–140    | ميلن (أستراليا) · ف 144–142          | هي (الصين) · خ 146–147                   | لم يتأهل                      | لم يتأهل                | 5            |
| مات ستوتزمان              | فردي الرجال قوس مركب  | 686          | 19           | ساردينا (المكسيك) · ف 142–136 | فورسبرغ (فنلندا) · ف 141–141 (4X–3X) | ماكوين (بريطانيا العظمى) · ف 143–142     | هي (الصين) · ف 148–148 (10–9) | آي (الصين) · ف 149–147  | الأول        |
| إريك بينيت                | فردي الرجال قوس منحني | 602          | 21           | سيلفاثامبي (ماليزيا) · خ 2–6  | لم يتأهل                             | لم يتأهل                                 | لم يتأهل                      | لم يتأهل                | =17          |
| جوردان وايت               | فردي الرجال قوس منحني | 580          | 27           | تشيشيك (بولندا) · خ 2–6       | لم يتأهل                             | لم يتأهل                                 | لم يتأهل                      | لم يتأهل                | =17          |
| جيسون تابانسكي            | فردي الرجال W1        | 654          | 6            | —                             | فرانكو (البرازيل) · ف 137–122        | دراهونينسكي (جمهورية التشيك) · ف 139–131 | تونون (إيطاليا) · ف 136–115   | هان (الصين) · ف 134–131 | الأول        |
| تريسي أوتو                | فردي السيدات W1       | 547          | 10           | —                             | ليو (الصين) · ف 118–113              | تشن (الصين) · خ 107–124                  | لم تتأهل                      | لم تتأهل                | 8            |
| جيسون تابانسكي تريسي أوتو | فرق مختلطة W1         | 1201         | 6            | —                             | —                                    | إيطاليا (ITA) · خ 126–139                | لم يتأهل                      | لم يتأهل                | 6            |

## ألعاب القوى
حقق رياضيو ألعاب القوى الأمريكيون أماكن حصص للفعاليات التالية بناءً على نتائجهم في بطولة العالم لألعاب القوى لذوي الاحتياجات الخاصة 2023، بطولة العالم لألعاب القوى لذوي الاحتياجات الخاصة 2024، أو من خلال تخصيص الأداء العالي، طالما استوفوا الحد الأدنى لمعيار الدخول (MES).
- ملاحظة–الترتيب المعطى لفعاليات المضمار هو ضمن تصفيات الرياضي فقط
- ت = تأهل للجولة التالية
- ت = تأهل للجولة التالية كأسرع خاسر
- ر.ع = رقم عالمي
- ر.ب = رقم بارالمبي
- ر.أ = رقم الأمريكتين
- ر.و = رقم وطني
- لا ينطبق = الجولة غير قابلة للتطبيق على الحدث
- وداعًا = لا يُطلب من الرياضي المنافسة في الجولة

فعاليات المضمار والطرق

رجال
| الرياضي         | الحدث                                           | التصفيات     | التصفيات | النهائي         | النهائي  |
| الرياضي         | الحدث                                           | الزمن        | الترتيب  | الزمن           | الترتيب  |
| --------------- | ----------------------------------------------- | ------------ | -------- | --------------- | -------- |
| نوح مالون       | ألعاب القوى في الألعاب البارالمبية الصيفية 2024 | 10.75        | 1 ت      | 10.71           | الأول    |
| إسحاق جان-بول   | ألعاب القوى في الألعاب البارالمبية الصيفية 2024 | 10.97 (.967) | 4 ت      | 10.93 (.929)    | 5        |
| جايدين بلاكويل  | ألعاب القوى في الألعاب البارالمبية الصيفية 2024 | —            | —        | 10.64           | الأول    |
| نيك مايهيو      | ألعاب القوى في الألعاب البارالمبية الصيفية 2024 | —            | —        | 11.37           | 7        |
| ريان ميدرانو    | ألعاب القوى في الألعاب البارالمبية الصيفية 2024 | —            | —        | 10.97           | الثاني   |
| كوربان بيست     | ألعاب القوى في الألعاب البارالمبية الصيفية 2024 | 10.78        | 1 ت      | 10.75           | الثاني   |
| رايفن سامبل     | ألعاب القوى في الألعاب البارالمبية الصيفية 2024 | 11.56        | 8        | لم يتأهل        | لم يتأهل |
| براين سيمان     | ألعاب القوى في الألعاب البارالمبية الصيفية 2024 | 15.35        | 3 ت      | 15.27           | 4        |
| عزرا فريش       | ألعاب القوى في الألعاب البارالمبية الصيفية 2024 | 12.14        | 3 ت      | 12.06           | الأول    |
| ديزموند جاكسون  | ألعاب القوى في الألعاب البارالمبية الصيفية 2024 | 12.41        | 4 ت      | 12.49           | 7        |
| جوناثان غور     | ألعاب القوى في الألعاب البارالمبية الصيفية 2024 | 11.34        | 6        | لم يتأهل        | لم يتأهل |
| ديريك لوكسيدنت  | ألعاب القوى في الألعاب البارالمبية الصيفية 2024 | 11.29        | 6        | لم يتأهل        | لم يتأهل |
| هانتر وودول     | ألعاب القوى في الألعاب البارالمبية الصيفية 2024 | 11.02        | 3 ت      | 10.96           | 6        |
| جوناثان غور     | ألعاب القوى في الألعاب البارالمبية الصيفية 2024 | 23.89        | 5        | لم يتأهل        | لم يتأهل |
| نوح مالون       | ألعاب القوى في الألعاب البارالمبية الصيفية 2024 | 48.65        | 1 ت      | 49.35           | الثاني   |
| جايدين بلاكويل  | ألعاب القوى في الألعاب البارالمبية الصيفية 2024 | —            | —        | 48.49 قالب:PlyR | الأول    |
| ريان ميدرانو    | ألعاب القوى في الألعاب البارالمبية الصيفية 2024 | —            | —        | 49.47           | الثاني   |
| رايفن سامبل     | ألعاب القوى في الألعاب البارالمبية الصيفية 2024 | 50.33        | 6        | لم يتأهل        | لم يتأهل |
| براين سيمان     | ألعاب القوى في الألعاب البارالمبية الصيفية 2024 | 49.16        | 2 ت      | 47.84           | الثالث   |
| دانيال رومانشوك | ألعاب القوى في الألعاب البارالمبية الصيفية 2024 | 45.18 ر.أ    | 1 ت      | 45.11 ر.أ       | الثالث   |
| بليك ليبر       | ألعاب القوى في الألعاب البارالمبية الصيفية 2024 | —            | —        | 47.32           | 4        |
| هانتر وودول     | ألعاب القوى في الألعاب البارالمبية الصيفية 2024 | —            | —        | 46.36           | الأول    |
| براين سيمان     | ألعاب القوى في الألعاب البارالمبية الصيفية 2024 | —            | —        | 1:38.44         | الثالث   |
| دانيال رومانشوك | ألعاب القوى في الألعاب البارالمبية الصيفية 2024 | 1:31.78      | 2 ت      | 1:31.24         | 5        |
| جويل غوميز      | ألعاب القوى في الألعاب البارالمبية الصيفية 2024 | —            | —        | 3:48.42 ر.أ     | 7        |
| مايكل برانيغان  | ألعاب القوى في الألعاب البارالمبية الصيفية 2024 | —            | —        | 3:49.91         | الثالث   |
| ليو ميرل        | ألعاب القوى في الألعاب البارالمبية الصيفية 2024 | —            | —        | 4:16.43         | 6        |
| آرون بايك       | ألعاب القوى في الألعاب البارالمبية الصيفية 2024 | 2:58.86      | 7        | لم يتأهل        | لم يتأهل |
| دانيال رومانشوك | ألعاب القوى في الألعاب البارالمبية الصيفية 2024 | 3:05.10      | 1 ت      | 2:54.31         | 9        |
| آرون بايك       | ألعاب القوى في الألعاب البارالمبية الصيفية 2024 | 11:18.76     | 6        | لم يتأهل        | لم يتأهل |
| دانيال رومانشوك | ألعاب القوى في الألعاب البارالمبية الصيفية 2024 | 11:18.41     | 3 ت      | 10:55.28        | الأول    |
| براين سيمان     | ألعاب القوى في الألعاب البارالمبية الصيفية 2024 | 11:18.96     | 5 ت      | 12:47.92        | 9        |
| آرون بايك       | ألعاب القوى في الألعاب البارالمبية الصيفية 2024 | —            | —        | 1:36:23         | 7        |
| دانيال رومانشوك | ألعاب القوى في الألعاب البارالمبية الصيفية 2024 | —            | —        | 1:32:23         | 4        |
| براين سيمان     | ألعاب القوى في الألعاب البارالمبية الصيفية 2024 | —            | —        | 1:51:56         | 11       |

سيدات
| الرياضية         | الحدث                                           | التصفيات          | التصفيات | النهائي   | النهائي  |
| الرياضية         | الحدث                                           | الزمن             | الترتيب  | الزمن     | الترتيب  |
| ---------------- | ----------------------------------------------- | ----------------- | -------- | --------- | -------- |
| كيم كروسبي       | ألعاب القوى في الألعاب البارالمبية الصيفية 2024 | 12.41             | 3 ت      | 12.40     | 4        |
| إيرين كيركوف     | ألعاب القوى في الألعاب البارالمبية الصيفية 2024 | 12.70             | 4 ت      | 12.75     | 7        |
| لورين فيلدز      | ألعاب القوى في الألعاب البارالمبية الصيفية 2024 | 20.77             | 5        | لم تتأهل  | لم تتأهل |
| إيفا هيوستن      | ألعاب القوى في الألعاب البارالمبية الصيفية 2024 | 19.09             | 3 ت      | 18.65     | 4        |
| جالين روبرتس     | ألعاب القوى في الألعاب البارالمبية الصيفية 2024 | 13.34             | 2 ت      | 13.29     | الثالث   |
| تايلور سوانسون   | ألعاب القوى في الألعاب البارالمبية الصيفية 2024 | 13.16             | 1 ت      | 13.19     | الثاني   |
| كاتارينا غيماريش | ألعاب القوى في الألعاب البارالمبية الصيفية 2024 | 13.54             | 7        | لم تتأهل  | لم تتأهل |
| بريتني ماسون     | ألعاب القوى في الألعاب البارالمبية الصيفية 2024 | 12.18             | 2 ت      | 12.10     | الثاني   |
| تشيلسي ستاين     | ألعاب القوى في الألعاب البارالمبية الصيفية 2024 | —                 | —        | 18.30     | 7        |
| هانا ديدريك      | ألعاب القوى في الألعاب البارالمبية الصيفية 2024 | 16.64             | 3 ت      | 16.50     | 6        |
| تاتيانا مكفادين  | ألعاب القوى في الألعاب البارالمبية الصيفية 2024 | 15.55 قالب:PlyR   | 1 ت      | 15.67     | الثاني   |
| نويل لامبرت      | ألعاب القوى في الألعاب البارالمبية الصيفية 2024 | 15.38             | 4 ت      | 15.39     | 7        |
| ليندي ماركوسن    | ألعاب القوى في الألعاب البارالمبية الصيفية 2024 | 15.09             | 4 ت      | 15.11     | 6        |
| فيميتا أيانبيكو  | ألعاب القوى في الألعاب البارالمبية الصيفية 2024 | 12.98             | 2 ت      | 13.15     | 6        |
| آني كاري         | ألعاب القوى في الألعاب البارالمبية الصيفية 2024 | 13.39             | 5        | لم تتأهل  | لم تتأهل |
| بياتريس هاتز     | ألعاب القوى في الألعاب البارالمبية الصيفية 2024 | 13.28             | 4        | لم تتأهل  | لم تتأهل |
| جالين روبرتس     | ألعاب القوى في الألعاب البارالمبية الصيفية 2024 | —                 | —        | 27.99     | 4        |
| تايلور سوانسون   | ألعاب القوى في الألعاب البارالمبية الصيفية 2024 | —                 | —        | 44.85     | 9        |
| بريتني ماسون     | ألعاب القوى في الألعاب البارالمبية الصيفية 2024 | 25.61             | 1 ت      | 25.18     | الثاني   |
| آني كاري         | ألعاب القوى في الألعاب البارالمبية الصيفية 2024 | 27.87 ر.أ         | 3 ت      | 27.62 ر.أ | 6        |
| بياتريس هاتز     | ألعاب القوى في الألعاب البارالمبية الصيفية 2024 | 27.86             | 4 ت      | 27.45     | 5        |
| كيم كروسبي       | ألعاب القوى في الألعاب البارالمبية الصيفية 2024 | 59.04             | 4        | لم تتأهل  | لم تتأهل |
| إيرين كيركوف     | ألعاب القوى في الألعاب البارالمبية الصيفية 2024 | 57.42             | 2 ت      | 57.19     | 5        |
| بريانا كلارك     | ألعاب القوى في الألعاب البارالمبية الصيفية 2024 | 56.32             | 2 ت      | 56.43     | 4        |
| كاتارينا غيماريش | ألعاب القوى في الألعاب البارالمبية الصيفية 2024 | 1:09.63           | 6        | لم تتأهل  | لم تتأهل |
| تشيلسي ستاين     | ألعاب القوى في الألعاب البارالمبية الصيفية 2024 | —                 | —        | 1:06.47   | 8        |
| هانا ديدريك      | ألعاب القوى في الألعاب البارالمبية الصيفية 2024 | 54.62             | 2 ت      | 54.68     | 4        |
| تاتيانا مكفادين  | ألعاب القوى في الألعاب البارالمبية الصيفية 2024 | 54.01             | 3 ت      | ش.أ       | ش.أ      |
| لورين فيلدز      | ألعاب القوى في الألعاب البارالمبية الصيفية 2024 | —                 | —        | 2:33.51   | 8        |
| إيفا هيوستن      | ألعاب القوى في الألعاب البارالمبية الصيفية 2024 | —                 | —        | 2:05.94   | الثالث   |
| تشيلسي ستاين     | ألعاب القوى في الألعاب البارالمبية الصيفية 2024 | —                 | —        | 2:11.91   | 7        |
| هانا ديدريك      | ألعاب القوى في الألعاب البارالمبية الصيفية 2024 | 1:46.30           | 4 ت      | 1:48.20   | 7        |
| تاتيانا مكفادين  | ألعاب القوى في الألعاب البارالمبية الصيفية 2024 | 1:47.22           | 1 ت      | 1:43.58   | 4        |
| سوزانا سكاروني   | ألعاب القوى في الألعاب البارالمبية الصيفية 2024 | 1:47.37           | 2 ت      | 1:43.42   | الثالث   |
| ليزا كورسو       | ألعاب القوى في الألعاب البارالمبية الصيفية 2024 | —                 | —        | 4:23.45   | الثالث   |
| كايتلين باوندز   | ألعاب القوى في الألعاب البارالمبية الصيفية 2024 | —                 | —        | 4:40.30   | 6        |
| جينا فيسماير     | ألعاب القوى في الألعاب البارالمبية الصيفية 2024 | 3:38.10           | 7        | لم تتأهل  | لم تتأهل |
| سوزانا سكاروني   | ألعاب القوى في الألعاب البارالمبية الصيفية 2024 | 3:19.84 قالب:PlyR | 1 ت      | 3:16.68   | الثالث   |
| جينا فيسماير     | ألعاب القوى في الألعاب البارالمبية الصيفية 2024 | 13:33.73          | 5 ت      | 12:19.68  | 9        |
| سوزانا سكاروني   | ألعاب القوى في الألعاب البارالمبية الصيفية 2024 | 11:38.34          | 1 ت      | 10:45.18  | الثاني   |
| جينا فيسماير     | ألعاب القوى في الألعاب البارالمبية الصيفية 2024 | —                 | —        | 2:05:42   | 13       |
| تاتيانا مكفادين  | ألعاب القوى في الألعاب البارالمبية الصيفية 2024 | —                 | —        | 1:53:52   | 7        |
| سوزانا سكاروني   | ألعاب القوى في الألعاب البارالمبية الصيفية 2024 | —                 | —        | 1:46:29   | الثالث   |

مختلط
| الرياضي                                                             | الحدث                                           | التصفيات | التصفيات | النهائي | النهائي |
| الرياضي                                                             | الحدث                                           | الزمن    | الترتيب  | الزمن   | الترتيب |
| ------------------------------------------------------------------- | ----------------------------------------------- | -------- | -------- | ------- | ------- |
| كوربان بيست[b] نوح مالون تاتيانا مكفادين تايلور سوانسون هانتر وودول | ألعاب القوى في الألعاب البارالمبية الصيفية 2024 | 46.39    | 1 ت      | 47.32   | الثالث  |

b  الرياضيون الذين شاركوا في التصفيات فقط.
فعاليات الميدان

رجال
| الرياضي                 | الحدث                 | النتيجة        | الترتيب |
| ----------------------- | --------------------- | -------------- | ------- |
| إسحاق جان-بول           | الوثب الطويل رجال T13 | 7.20           | الثاني  |
| نيك مايهيو              | الوثب الطويل رجال T37 | 6.32           | 5       |
| ريان ميدرانو            | الوثب الطويل رجال T37 | 6.23           | 6       |
| رودريك تاون سيند-روبرتس | الوثب الطويل رجال T47 | 6.89           | 4       |
| عزرا فريش               | الوثب الطويل رجال T63 | 6.58           | 5       |
| ديريك لوكسيدنت          | الوثب الطويل رجال T64 | 7.79           | الثاني  |
| جاريد والاس             | الوثب الطويل رجال T64 | 7.49           | الثالث  |
| ترنتن ميريل             | الوثب الطويل رجال T64 | 6.41           | 9       |
| رودريك تاون سيند-روبرتس | الوثب العالي رجال T47 | 2.12           | الأول   |
| عزرا فريش               | الوثب العالي رجال T63 | 1.94 قالب:PlyR | الأول   |
| سام غريوي               | الوثب العالي رجال T63 | 1.72           | 8       |
| ديريك لوكسيدنت          | الوثب العالي رجال T64 | 2.06 قالب:PlyR | الثاني  |
| جوش تشينامو             | دفع الجلة رجال F46    | 15.66          | 4       |
| دافيد بلير              | رمي القرص رجال F64    | 57.76          | الثالث  |
| جيريمي كامبل            | رمي القرص رجال F64    | 61.14          | الأول   |
| جاستن فونغ سا فان       | رمي الرمح رجال F54    | 29.31          | 4       |
| ديريك لوكسيدنت          | رمي الرمح رجال F64    | 47.58          | 10      |

سيدات
| الرياضية         | الحدث                  | النتيجة         | الترتيب |
| ---------------- | ---------------------- | --------------- | ------- |
| جالين روبرتس     | الوثب الطويل سيدات T64 | 4.77            | الثاني  |
| كاتارينا غيماريش | الوثب الطويل سيدات T38 | 4.35            | 8       |
| تاليه ويليامز    | الوثب الطويل سيدات T64 | 5.33            | 6       |
| نويل لامبرت      | الوثب الطويل سيدات T47 | 4.66            | 4       |
| ليندي ماركوسن    | الوثب الطويل سيدات T47 | 4.37            | 8       |
| آني كاري         | الوثب الطويل سيدات T63 | 4.96            | 6       |
| بياتريز هاتز     | الوثب الطويل سيدات T63 | 5.38            | الثالث  |
| نويل مالكاماكي   | دفع الجلة سيدات F41    | 14.06 رقم عالمي | الأول   |
| سامانثا هيسون    | دفع الجلة سيدات F64    | 10.23           | 9       |
| أريل ميدلتون     | دفع الجلة سيدات F64    | 13.19           | الثاني  |
| كاسي ميتشيل      | رمي القرص سيدات F64    | 13.99           | 4       |
| جيسيكا هايمز     | رمي الرمح سيدات F46    | 34.68           | 6       |
| سامانثا هيسون    | رمي الرمح سيدات F46    | 38.78           | 5       |
| أريل ميدلتون     | رمي الرمح سيدات F46    | 30.38           | 10      |

## تنس الريشة
أهلت الولايات المتحدة لاعبي تنس ريشة بارالمبيين للفعاليات التالية، من خلال إصدار تصنيف الاتحاد العالمي لتنس الريشة (BWF) الخاص بسباق باريس البارالمبي.
| الرياضي                     | الحدث          | مرحلة المجموعات                                  | مرحلة المجموعات                                  | مرحلة المجموعات                       | مرحلة المجموعات | ربع النهائي                                  | نصف النهائي                                             | النهائي / مب                          | النهائي / مب |
| الرياضي                     | الحدث          | الخصم النتيجة                                    | الخصم النتيجة                                    | الخصم النتيجة                         | الترتيب         | الخصم النتيجة                                | الخصم النتيجة                                           | الخصم النتيجة                         | الترتيب      |
| --------------------------- | -------------- | ------------------------------------------------ | ------------------------------------------------ | ------------------------------------- | --------------- | -------------------------------------------- | ------------------------------------------------------- | ------------------------------------- | ------------ |
| مايلز كراييفسكي             | فردي رجال SH6  | ميتشاي (تايلاند) · خ (13–21, 20–22)              | ناغار (الهند) · ف (21–16, 21–18)                 | —                                     | 2 ت             | تافاريس (البرازيل) · خ (12–21, 21–10, 21–23) | لم يتقدم                                                | لم يتقدم                              | =5           |
| جايسي سيمون                 | فردي سيدات SH6 | سيفان (الهند) · خ (7–21, 8–21)                   | لين (الصين) · خ (9–21, 12–21)                    | كاي (تايبيه الصينية) · ف (21–9, 21–8) | 3               | لم تتقدم                                     | لم تتقدم                                                | لم تتقدم                              | =7           |
| مايلز كراييفسكي جايسي سيمون | زوجي مختلط SH6 | سيفان / · سولاي مالاي (الهند) · ف (23–21, 21–11) | ميتشاي / · ساي يانغ (تايلاند) · خ (12–21, 17–21) | —                                     | 2 ت             | —                                            | سيفان / · سولاي مالاي (الهند) · ف (17–21, 21–14, 21–13) | لي / · لين (الصين) · خ (14–21, 12–21) | الثاني       |

## ركوب الدراجات
دخلت الولايات المتحدة دراجين بارالمبيين (واحد من كل جنس) بعد أن أنهت في المراكز المؤهلة الأولى للدول في تصنيف الاتحاد الدولي للدراجات (UCI) لعام 2022.

### الطرق
رجال
| الرياضي       | الحدث                         | الزمن         | الترتيب       |
| ------------- | ----------------------------- | ------------- | ------------- |
| كودي ويلز     | سباق الطريق رجال C1–3         | 1:50:59       | 5             |
| براندون ليونز | سباق الطريق رجال H3           | 1:44:22       | 7             |
| ترافيس غارتنر | سباق الطريق رجال H4           | 1:35:30       | 4             |
| مات تينغلي    | سباق الطريق رجال H4           | لم ينهِ السباق | لم ينهِ السباق |
| إيلوان غاردون | سباق الطريق رجال C5           | 2:25:58       | 7             |
| دينيس كونورز  | سباق الزمن على الطريق رجال H4 | 1:17:09       | الثاني        |
| كودي ويلز     | سباق الزمن على الطريق رجال C1 | 30:01.21      | 6             |
| براندون ليونز | سباق الزمن على الطريق رجال H3 | 49:34.02      | 10            |
| ترافيس غارتنر | سباق الزمن على الطريق رجال H4 | 43:27.26      | 5             |
| مات تينغلي    | سباق الزمن على الطريق رجال H4 | 47:14.20      | 9             |
| إيلوان غاردون | سباق الزمن على الطريق رجال C5 | 37:43.86      | 7             |
| دينيس كونورز  | سباق الزمن على الطريق رجال H4 | 24:37.11      | 5             |

سيدات
| الرياضية       | الحدث                            | الزمن    | الترتيب |
| -------------- | -------------------------------- | -------- | ------- |
| كاترينا بريم   | سباق الطريق سيدات H1–3           | لم تبدأ  | لم تبدأ |
| أوكسانا ماسترز | سباق الطريق سيدات H5             | 1:52:14  | الأول   |
| كلارا براون    | سباق الطريق سيدات C1–3           | 1:38.:48 | الثالث  |
| جيمي ويتمور    | سباق الطريق سيدات C1–3           | 1:39:10  | 5       |
| سامانثا بوسكو  | سباق الطريق سيدات C4–5           | 1:57:03  | 4       |
| شون موريلي     | سباق الطريق سيدات C4–5           | 2:09:20  | 14      |
| كاترينا بريم   | سباق الزمن على الطريق سيدات H4–5 | 24:14.59 | الأول   |
| أوكسانا ماسترز | سباق الزمن على الطريق سيدات H5   | 23:45.20 | الأول   |
| كلارا براون    | سباق الزمن على الطريق سيدات C1–3 | 22:58.00 | 8       |
| جيمي ويتمور    | سباق الزمن على الطريق سيدات C1–3 | 23:57.57 | 11      |
| سامانثا بوسكو  | سباق الزمن على الطريق سيدات C4–5 | 21:39.24 | الأول   |
| شون موريلي     | سباق الزمن على الطريق سيدات C4–5 | 22:53.35 | 6       |

مختلط
| الرياضي                               | الحدث               | الجولة 1 | الجولة 2 | الجولة 3 | الإجمالي | الإجمالي |
| الرياضي                               | الحدث               | الزمن    | الزمن    | الزمن    | الزمن    | الترتيب  |
| ------------------------------------- | ------------------- | -------- | -------- | -------- | -------- | -------- |
| كاترينا بريم ترافيس غارتنر مات تينغلي | سباق الفريق المختلط | 8:27     | 8:39     | 8:44     | 25:50    | الثالث   |

### المضمار
مطاردة
| الرياضي                               | الحدث                 | التصفيات | التصفيات | النهائي / مب                                                    | النهائي / مب |
| الرياضي                               | الحدث                 | الزمن    | الترتيب  | الخصم النتيجة                                                   | الترتيب      |
| ------------------------------------- | --------------------- | -------- | -------- | --------------------------------------------------------------- | ------------ |
| برايان لارسن                          | مطاردة فردية رجال C4  | 4:30.690 | 6        | لم يتقدم                                                        | لم يتقدم     |
| إيلوان غاردون                         | مطاردة فردية رجال C5  | 4:18.817 | 3 B      | نهائي الميدالية البرونزية · لاسر (النمسا) · ف 4:18.880–4:25.009 | الثالث       |
| براندن ووالتون المرشد:سبنسر سيغ بروتش | مطاردة فردية رجال B   | 4:10.290 | 6        | لم يتقدم                                                        | لم يتقدم     |
| سامانثا بوسكو                         | مطاردة فردية سيدات C4 | 3:46.413 | 4 B      | نهائي الميدالية البرونزية · شو (كندا) · خ 3:48.589–3:46.942     | 4            |
| شون موريلي                            | مطاردة فردية سيدات C4 | 3:54.843 | 7        | لم يتقدم                                                        | لم يتقدم     |
| هانا تشادويك المرشد:سكايلر إسبينوزا   | مطاردة فردية سيدات B  | 3:40.259 | 6        | لم تتقدم                                                        | لم تتقدم     |

مفتاح التأهيل: G - تأهل لنهائي الميدالية الذهبية؛ B - تأهل لنهائي الميدالية البرونزية
سباق الزمن
| الرياضي                               | الحدث               | التصفيات | التصفيات | التصفيات | النهائي  | النهائي  | النهائي  |
| الرياضي                               | الحدث               | الزمن    | FT       | الترتيب  | الزمن    | FT       | الترتيب  |
| ------------------------------------- | ------------------- | -------- | -------- | -------- | -------- | -------- | -------- |
| إيلوان غاردون                         | سباق الزمن رجال C5  | 1:08.006 | 1:08.006 | 15       | لم يتقدم | لم يتقدم | لم يتقدم |
| برايان لارسن                          | سباق الزمن رجال C5  | 1:08.158 | 1:07.245 | 14       | لم يتقدم | لم يتقدم | لم يتقدم |
| براندن ووالتون المرشد:سبنسر سيغ بروتش | سباق الزمن رجال B   | 56.180   | —        | 8        | لم يتقدم | لم يتقدم | لم يتقدم |
| سامانثا بوسكو                         | سباق الزمن سيدات C4 | 40.588   | 40.048   | 12       | لم تتقدم | لم تتقدم | لم تتقدم |
| شون موريلي                            | سباق الزمن سيدات C4 | 42.618   | 42.051   | 13       | لم تتقدم | لم تتقدم | لم تتقدم |
| هانا تشادويك المرشد:سكايلر إسبينوزا   | سباق الزمن سيدات B  | 1:09.581 | —        | 6 ت      | 1:10.187 | —        | 6        |

## الفروسية
أدخلت الولايات المتحدة فريقًا كاملاً مكونًا من أربعة فرسان بارالمبيين في مسابقة الفروسية البارالمبية من خلال إنهاء المراكز السبعة الأولى للدول في تصنيف بطولة العالم للفروسية 2022 في هرنينغ، الدنمارك.
| الرياضي       | الحصان          | الحدث                          | النتيجة  | الترتيب |
| ------------- | --------------- | ------------------------------ | -------- | ------- |
| روكسان ترونيل | فان تاستيكو إتش | اختبار البطولة الفردي درجة I   | 78.000 ت | الثاني  |
| روكسان ترونيل | فان تاستيكو إتش | اختبار الفردي الحر درجة I      | 77.307   | 5       |
| فيونا هاورد   | دايموند ديونز   | اختبار البطولة الفردي درجة II  | 76.931 ت | الأول   |
| فيونا هاورد   | دايموند ديونز   | اختبار الفردي الحر درجة II     | 81.994   | الأول   |
| ريبيكا هارت   | فلوراتينا       | اختبار البطولة الفردي درجة III | 77.900 ت | الأول   |
| ريبيكا هارت   | فلوراتينا       | اختبار الفردي الحر درجة III    | 85.534   | الأول   |
| كيت شو ميكر   | فيان            | اختبار البطولة الفردي درجة IV  | 72.222 ت | 5       |
| كيت شو ميكر   | فيان            | اختبار الفردي الحر درجة IV     | 80.170   | الثالث  |
| ريبيكا هارت   | انظر أعلاه      | فريق                           | 78.567   | —       |
| فيونا هاورد   | انظر أعلاه      | فريق                           | 80.000   |         |
| روكسان ترونيل | انظر أعلاه      | فريق                           | 77.000   |         |
| المجموع       | انظر أعلاه      | فريق                           | 235.567  | الأول   |

## كرة الهدف
ملخص
| الفريق           | الحدث           | مرحلة المجموعات | مرحلة المجموعات | مرحلة المجموعات | مرحلة المجموعات | ربع النهائي   | نصف النهائي   | النهائي / مب  | النهائي / مب |
| الفريق           | الحدث           | الخصم النتيجة   | الخصم النتيجة   | الخصم النتيجة   | الترتيب         | الخصم النتيجة | الخصم النتيجة | الخصم النتيجة | الترتيب      |
| ---------------- | --------------- | --------------- | --------------- | --------------- | --------------- | ------------- | ------------- | ------------- | ------------ |
| الولايات المتحدة | كرة الهدف سيدات | البرازيل خ 8–13 | فرنسا ف 5–4     | إيران ف 14–7    | 2 ت             | اليابان خ 4–6 | —             | إيران خ 3–4   | 6            |

### بطولة الرجال
تأهل منتخب الولايات المتحدة لكرة الهدف للرجال للألعاب البارالمبية بفضل النتائج التي حققها في ألعاب البارابان الأمريكية 2023 في سانتياغو، تشيلي.
مرحلة المجموعات

#### المجموعة أ
| م | الفريق           | لعب | ف | ت | خ | أ.له | أ.ع | أ.ف | نقاط | تأهل        |
| - | ---------------- | --- | - | - | - | ---- | --- | --- | ---- | ----------- |
| 1 | البرازيل         | 3   | 2 | 1 | 0 | 28   | 20  | +8  | 7    | ربع النهائي |
| 2 | الولايات المتحدة | 3   | 2 | 0 | 1 | 27   | 24  | +3  | 6    | ربع النهائي |
| 3 | إيران            | 3   | 1 | 1 | 1 | 26   | 29  | −3  | 4    | ربع النهائي |
| 4 | فرنسا (H)        | 3   | 0 | 0 | 3 | 17   | 25  | −8  | 0    | ربع النهائي |

| البرازيل                                                         | 8–5   | فرنسا                                             |
| ---------------------------------------------------------------- | ----- | ------------------------------------------------- |
| - دانتاس 1'، 4'، 5'، 8' - سوزا 4' - مورينو 14' - ماركيز 15'، 16' | تقرير | - أوني 1'، 1' - بوعاليا 5' - بايش 11' - دودان 17' |

| الولايات المتحدة                                      | 8–13  | البرازيل                                                                                            |
| ----------------------------------------------------- | ----- | --------------------------------------------------------------------------------------------------- |
| - يونغ 5'، 6'، 7'، 8'، 12'، 22' - ميرين 7' - كينغ 10' | تقرير | - مورينو 3'، 5'، 6'، 9'، 14' - إرنستو 6'، 10'، 15' - دانتاس 8'، 13'، 14' - سوزا 21' - ساتورنينو 22' |

| فرنسا                                                     | 8–12  | إيران                                                                                       |
| --------------------------------------------------------- | ----- | ------------------------------------------------------------------------------------------- |
| - أوني 0'، 9'، 11'، 15'، 22' - بوعاليا 1' - بايش 13'، 17' | تقرير | - جعفري 2'، 4'، 6'، 7'، 7'، 9'، 12'، 22' - سرافراز 10' - سوري 17'، 17' - بارنيا جوميران 23' |

| الولايات المتحدة                          | 5–4   | فرنسا                          |
| ----------------------------------------- | ----- | ------------------------------ |
| - كينغ 0' - ميرين 3'، 13'، 17' - يونغ 16' | تقرير | - بايش 6'، 18' - أوني 14'، 21' |

| البرازيل                                                      | 7–7   | إيران                                            |
| ------------------------------------------------------------- | ----- | ------------------------------------------------ |
| - دانتاس 0'، 2'، 6'، 19' - سوزا 12' - مورينو 14' - إرنستو 22' | تقرير | - سرافراز 4'، 17'، 22'، 23' - سوري 17'، 21'، 23' |

| إيران                                        | 7–14  | الولايات المتحدة                                                                          |
| -------------------------------------------- | ----- | ----------------------------------------------------------------------------------------- |
| - سوري 8'، 8'، 9'، 21'، 21' - جعفري 16'، 17' | تقرير | - يونغ 0'، 1'، 7'، 16'، 18'، 20' - ميرين 3'، 6' - كينغ 6'، 8'، 9' - سيمبسون 11'، 19'، 21' |

ربع النهائي
| الولايات المتحدة               | 4–6   | اليابان                                     |
| ------------------------------ | ----- | ------------------------------------------- |
| - يونغ 1'، 16' - ميرين 4'، 16' | تقرير | - كانيكو 2'، 3'، 21' - مياجيكي 9'، 15'، 15' |

مباراة المركز الخامس
| الولايات المتحدة           | 3–4   | إيران                                    |
| -------------------------- | ----- | ---------------------------------------- |
| - ميرين 0' - كينغ 16'، 19' | تقرير | - جعفري 3'، 22' - بارنيا جوميران 3'، 18' |

## جودو
دخلت الولايات المتحدة لاعبتي جودو للمنافسة في بطولة الألعاب البارالمبية. وقد تأهلت كل من كريستيلا غارسيا وماريا ليانا موتيا للمنافسة.
| الرياضي           | الحدث            | دور الـ 16    | ربع النهائي       | نصف النهائي       | الملحق        | النهائي / مب                                | النهائي / مب |
| الرياضي           | الحدث            | الخصم النتيجة | الخصم النتيجة     | الخصم النتيجة     | الخصم النتيجة | الخصم النتيجة                               | الترتيب      |
| ----------------- | ---------------- | ------------- | ----------------- | ----------------- | ------------- | ------------------------------------------- | ------------ |
| ماريا ليانا موتيا | 57 كغم سيدات J1  | تقدم تلقائي   | قالب:علم2 ف 10–00 | قالب:علم2 ف 01–00 | تقدم تلقائي   | قالب:علم2 خ 00–11                           | الثاني       |
| كريستيلا غارسيا   | +70 كغم سيدات J1 | تقدم تلقائي   | قالب:علم2 ف 10–00 | قالب:علم2 خ 00–10 | تقدم تلقائي   | نهائي الميدالية البرونزية قالب:علم2 ف 10–00 | الثالث       |

## الكانوي البارالمبي
حصلت الولايات المتحدة على أماكن حصص للفعاليات التالية من خلال بطولة العالم لسباق الكانوي 2023 في دويسبورغ، ألمانيا.
| الرياضي         | الحدث     | التصفيات | التصفيات | نصف النهائي | نصف النهائي | النهائي | النهائي |
| الرياضي         | الحدث     | الزمن    | الترتيب  | الزمن       | الترتيب     | الزمن   | الترتيب |
| --------------- | --------- | -------- | -------- | ----------- | ----------- | ------- | ------- |
| بليك هاكستون    | رجال VL2  | 55.59    | 2 SF     | 52.69       | 1 FA        | 51.81   | الثالث  |
| جيليان إيل وارت | سيدات VL3 | 1:02.86  | 6 SF     | 1:01.56     | 4 FB        | 1:02.86 | 11      |

مفتاح التأهيل: FA - تأهل لنهائي الميدالية؛ FB - تأهل لنهائي غير ميدالي؛ SF - تأهل لنصف النهائي

## الترايثلون البارالمبية
أهّلت الولايات المتحدة ثمانية عشر لاعب ترايثلون بارالمبي للفعاليات التالية.
رجال
| الرياضي                       | الحدث | السباحة (750 متر) | الانتقال 1 | الدراجة (20 كم) | الانتقال 2 | الجري (5 كم) | الوقت الإجمالي | الترتيب |
| ----------------------------- | ----- | ----------------- | ---------- | --------------- | ---------- | ------------ | -------------- | ------- |
| مارك بار                      | PTS2  | 10:46             | 1:43       | 34:18           | 0:58       | 19:48        | 1:07:33        | الثالث  |
| محمد لهنا                     | PTS2  | 12:09             | 1:15       | 33:00           | 0:52       | 20:02        | 1:07:18        | الثاني  |
| كارسون كلوغ                   | PTS4  | 10:42             | 1:07       | 31:05           | 0:30       | 17:23        | 1:00:47        | الثاني  |
| إريك ماكيلفيني                | PTS4  | 11:52             | 1:15       | 32:32           | 1:09       | 18:58        | 1:05:46        | 9       |
| كريس هامار                    | PTS5  | 12:03             | 0:54       | 29:06           | 0:42       | 15:59        | 58:44          | الأول   |
| هوي سان بورن                  | PTWC  | 14:24             | 1:36       | 34:06           | 0:46       | 18:49        | 1:02:19        | 9       |
| كايل كون المرشد:مارتي أندري   | PTVI  | 12:40             | 1:09       | 30:02           | 1:02       | 17:54        | 1:02:47        | 8       |
| أوين كرافينس المرشد:بن هوفمان | PTVI  | 13:31             | 0:53       | 27:27           | 0:33       | 18:19        | 1:00:43        | 4       |

سيدات
| الرياضية       | الحدث | السباحة (750 متر) | الانتقال 1 | الدراجة (20 كم) | الانتقال 2 | الجري (5 كم) | الوقت الإجمالي | الترتيب |
| -------------- | ----- | ----------------- | ---------- | --------------- | ---------- | ------------ | -------------- | ------- |
| هيلي دانز      | PTS2  | 13:11             | 1:26       | 36:06           | 0:59       | 22:49        | 1:14:31        | الأول   |
| أليسا سيلي     | PTS2  | 13:12             | 1:14       | 39:34           | 0:46       | 21:47        | 1:16:33        | الثالث  |
| ميليسا ستوكويل | PTS2  | 13:04             | 1:44       | 40:08           | 1:06       | 25:04        | 1:21:06        | 5       |
| كيلي إلملينغر  | PTS4  | لم تبدأ           | لم تبدأ    | لم تبدأ         | لم تبدأ    | لم تبدأ      | لم تبدأ        | لم تبدأ |
| إيما مايرز     | PTS4  | 14:01             | 1:23       | 40:44           | 0:43       | 24:53        | 1:21:44        | 9       |
| راشيل واتس     | PTS4  | 24:01             | 1:41       | 42:45           | 1:14       | 32:34        | 1:42:15        | 13      |
| غريس نورمان    | PTS5  | 11:32             | 1:15       | 32:50           | 0:47       | 18:16        | 1:04:40        | الأول   |
| كيندال غريتش   | PTWC  | 16:19             | 1:13       | 36:28           | 0:33       | 13:13        | 1:07:46        | الثاني  |
| إيميليا بيري   | PTWC  | 16:33             | 1:30       | 40:47           | 0:59       | 14:14        | 1:12:18        | 5       |

## رفع الأثقال
أهّلت الولايات المتحدة رافعتين أثقال للفعاليات البارالمبية التالية.
| الرياضي   | الحدث         | الوزن | الترتيب |
| --------- | ------------- | ----- | ------- |
| بوبي بودي | رجال −80 كغم  | 218   | 4       |
| آشلي دايس | سيدات −79 كغم | 112   | 8       |

## التجديف
أهّل مجدفون من الولايات المتحدة قوارب في كل فئة من الفئات التالية في بطولة العالم للتجديف 2023 في بلغراد، صربيا.
| الرياضي                                                                       | الحدث                   | التصفيات | التصفيات | جولة الإعادة | جولة الإعادة | النهائي | النهائي |
| الرياضي                                                                       | الحدث                   | الزمن    | الترتيب  | الزمن        | الترتيب      | الزمن   | الترتيب |
| ----------------------------------------------------------------------------- | ----------------------- | -------- | -------- | ------------ | ------------ | ------- | ------- |
| سايج هاربر تود فوغت                                                           | زوجي تجديف مختلط PR3    | 7:44.88  | 4 R      | 7:50.99      | 3 FB         | 7:48.38 | 7       |
| سكايلر دال إميلي إيل درا شير (ربان) أليكس فلين بن واش بورن جيما و و لين شلاغر | رباعي مختلط PR3 مع ربان | 6:57.18  | 1 FA     | تقدم تلقائي  | تقدم تلقائي  | 6:58.59 | الثاني  |

مفتاح التأهيل: FA - تأهل لنهائي الميدالية؛ FB - تأهل لنهائي غير ميدالي؛ R - تأهل لجولة الإعادة

## الرماية
أدخلت الولايات المتحدة ستة رماة بارالمبيين بعد حصولهم على أماكن حصص للفعاليات التالية بفضل أفضل نتائجهم في كأس العالم 2022، 2023، و2024، بطولة العالم 2022، بطولة العالم 2023، وألعاب البارابان الأمريكية 2023، طالما استوفوا الحد الأدنى لعلامة التأهيل (MQS) بحلول 15 يوليو 2024.
| الرياضي          | الحدث                                  | التأهيل | التأهيل | النهائي  | النهائي  |
| الرياضي          | الحدث                                  | النقاط  | الترتيب | النقاط   | الترتيب  |
| ---------------- | -------------------------------------- | ------- | ------- | -------- | -------- |
| ماركو دي لا روزا | 10 متر مسدس هوائي رجال SH1             | 550-9x  | 22      | لم يتقدم | لم يتقدم |
| يان شياو غونغ    | 10 متر مسدس هوائي رجال SH1             | 557-12x | 16      | لم يتقدم | لم يتقدم |
| ماركو دي لا روزا | 25 متر مسدس مختلط SH1                  | 559-10x | 16      | لم يتقدم | لم يتقدم |
| يان شياو غونغ    | 25 متر مسدس مختلط SH1                  | 573-10x | 4 ت     | 28       | الثاني   |
| يان شياو غونغ    | 50 متر مسدس مختلط SH1                  | 534-5x  | 7 ت     | 96.6     | 8        |
| كيفن نجوين       | 10 متر بندقية هوائية استلقاء مختلط SH1 | 628.4   | 27      | لم يتقدم | لم يتقدم |
| جازمين أملي      | 10 متر بندقية هوائية وقوف مختلط SH2    | 620.9   | 26      | لم يتقدم | لم يتقدم |
| مكينا جير        | 10 متر بندقية هوائية وقوف مختلط SH2    | 626.1   | 23      | لم يتقدم | لم يتقدم |
| جازمين أملي      | 10 متر بندقية هوائية استلقاء مختلط SH2 | 630.1   | 27      | لم يتقدم | لم يتقدم |
| مكينا جير        | 10 متر بندقية هوائية استلقاء مختلط SH2 | 626.4   | 33      | لم يتقدم | لم يتقدم |
| جون جوس الثالث   | 50 متر بندقية استلقاء مختلط SH1        | 619.2   | 14      | لم يتقدم | لم يتقدم |
| كيفن نجوين       | 50 متر بندقية استلقاء مختلط SH1        | 618.6   | 15      | لم يتقدم | لم يتقدم |
| مكينا جير        | 50 متر بندقية استلقاء مختلط SH2        | 619.9   | 13      | لم يتقدم | لم يتقدم |

## كرة الطائرة جلوس
ملخص
| الفريق                        | الحدث         | مرحلة المجموعات | مرحلة المجموعات | مرحلة المجموعات | مرحلة المجموعات | نصف النهائي      | النهائي / مب  | النهائي / مب |
| الفريق                        | الحدث         | الخصم النتيجة   | الخصم النتيجة   | الخصم النتيجة   | الترتيب         | الخصم النتيجة    | الخصم النتيجة | الترتيب      |
| ----------------------------- | ------------- | --------------- | --------------- | --------------- | --------------- | ---------------- | ------------- | ------------ |
| فريق الولايات المتحدة للسيدات | بطولة السيدات | الصين · خ 1–3   | فرنسا · ف 3–0   | إيطاليا · ف 3–0 | 2 ت             | البرازيل · ف 3–1 | الصين · ف 3–1 | الأول        |

### بطولة السيدات
دخلت الولايات المتحدة الألعاب البارالمبية في حدث السيدات بفوزها ببطولة الأمريكتين للكرة الطائرة جلوس 2023 التي أقيمت في إدمونتون، كندا.
قائمة الفريق
- كاتي هولواي بريدج
- ويتني دوستي
- تيا إدواردز
- هيثر إريكسون
- كالييو كاناهيلي ماكلي
- مونيك ماثيوز
- نيكي نيفيس
- سيدني ساتشيل
- إيما شييك
- ألكسيس شي فليت-باترسون
- لورا ويبستر
- بيثاني زومو

مرحلة المجموعات

#### المجموعة أ
| م | Team             | Pld | W | L | Pts | SW | SL | SR    | SPW | SPL | SPR   | تأهل                 |
| - | ---------------- | --- | - | - | --- | -- | -- | ----- | --- | --- | ----- | -------------------- |
| 1 | الصين            | 3   | 3 | 0 | 3   | 9  | 1  | 9٫000 | 247 | 147 | 1٫680 | نصف النهائي          |
| 2 | الولايات المتحدة | 3   | 2 | 1 | 2   | 7  | 3  | 2٫333 | 237 | 167 | 1٫419 | نصف النهائي          |
| 3 | إيطاليا          | 3   | 1 | 2 | 1   | 3  | 6  | 0٫500 | 177 | 171 | 1٫035 | مباراة المركز الخامس |
| 4 | فرنسا (H)        | 3   | 0 | 3 | 0   | 0  | 9  | 0٫000 | 49  | 225 | 0٫218 | مباراة المركز السابع |

| 30 أغسطس 2024 12:00 | الولايات المتحدة                      | 1–3 | الصين | نورث باريس أرينا، باريس Attendance: 2,833 الحكام: سلافيشا كوزمانوفيتش (البوسنة والهرسك), أيان رخمتوف (كازاخستان) |
| 30 أغسطس 2024 12:00 | (25–21، 20–25، 18–25، 24–26) P2 تقرير |     |       | نورث باريس أرينا، باريس Attendance: 2,833 الحكام: سلافيشا كوزمانوفيتش (البوسنة والهرسك), أيان رخمتوف (كازاخستان) |

| 30 أغسطس 2024 20:00 | فرنسا                       | 0–3 | إيطاليا | نورث باريس أرينا، باريس Attendance: 3,752 الحكام: ماري كلود ريتشر (كندا), خالد شنيشة (ليبيا) |
| 30 أغسطس 2024 20:00 | (9–25، 6–25، 6–25) P2 تقرير |     |         | نورث باريس أرينا، باريس Attendance: 3,752 الحكام: ماري كلود ريتشر (كندا), خالد شنيشة (ليبيا) |

| 1 سبتمبر 2024 14:00 | إيطاليا                        | 0–3 | الصين | نورث باريس أرينا، باريس Attendance: 3,860 الحكام: أندريه كالادو فيريرا (البرازيل), سبيلا بليسنيك (سلوفينيا) |
| 1 سبتمبر 2024 14:00 | (15–25، 16–25، 12–25) P2 تقرير |     |       | نورث باريس أرينا، باريس Attendance: 3,860 الحكام: أندريه كالادو فيريرا (البرازيل), سبيلا بليسنيك (سلوفينيا) |

| 1 سبتمبر 2024 20:15 | فرنسا                       | 0–3 | الولايات المتحدة | نورث باريس أرينا، باريس Attendance: 3,874 الحكام: مهدي نافيدينو (إيران), نيل كونوواليك (ألمانيا) |
| 1 سبتمبر 2024 20:15 | (5–25، 1–25، 5–25) P2 تقرير |     |                  | نورث باريس أرينا، باريس Attendance: 3,874 الحكام: مهدي نافيدينو (إيران), نيل كونوواليك (ألمانيا) |

| 3 سبتمبر 2024 14:00 | الولايات المتحدة               | 3–0 | إيطاليا | نورث باريس أرينا، باريس Attendance: 2,275 الحكام: سبيلا بليسنيك (سلوفينيا), ماري كلود ريتشر (كندا) |
| 3 سبتمبر 2024 14:00 | (25–21، 25–23، 25–15) P2 تقرير |     |         | نورث باريس أرينا، باريس Attendance: 2,275 الحكام: سبيلا بليسنيك (سلوفينيا), ماري كلود ريتشر (كندا) |

| 3 سبتمبر 2024 20:20 | الصين                       | 3–0 | فرنسا | نورث باريس أرينا، باريس Attendance: 2,377 الحكام: مهدي نافيدينو (إيران), كريستينا أرباش (المجر) |
| 3 سبتمبر 2024 20:20 | (25–7، 25–5، 25–5) P2 تقرير |     |       | نورث باريس أرينا، باريس Attendance: 2,377 الحكام: مهدي نافيدينو (إيران), كريستينا أرباش (المجر) |

نصف النهائي
| 5 سبتمبر 2024 18:00 | البرازيل                              | 1–3 | الولايات المتحدة | نورث باريس أرينا، باريس Attendance: 2,575 الحكام: سلافيشا كوزمانوفيتش (البوسنة والهرسك), فيليب دوشيل (فرنسا) |
| 5 سبتمبر 2024 18:00 | (22–25، 25–22، 14–25، 15–25) P2 تقرير |     |                  | نورث باريس أرينا، باريس Attendance: 2,575 الحكام: سلافيشا كوزمانوفيتش (البوسنة والهرسك), فيليب دوشيل (فرنسا) |

مباراة الميدالية الذهبية
| 7 سبتمبر 2024 19:30 | الصين                                 | 1–3 | الولايات المتحدة | نورث باريس أرينا، باريس Attendance: 4,089 الحكام: ماري كلود ريتشر (كندا), كريستينا أرباش (المجر) |
| 7 سبتمبر 2024 19:30 | (21–25، 25–23، 20–25، 22–25) P2 تقرير |     |                  | نورث باريس أرينا، باريس Attendance: 4,089 الحكام: ماري كلود ريتشر (كندا), كريستينا أرباش (المجر) |

## السباحة
ضمنت الولايات المتحدة ثماني حصص في بطولة العالم للسباحة البارالمبية 2023 بعد إنهاءها في المركزين الأول والثاني في تخصصات الفئات البارالمبية.
رجال
| الرياضي         | الحدث                        | التصفيات | التصفيات | النهائي   | النهائي  |
| الرياضي         | الحدث                        | الزمن    | الترتيب  | الزمن     | الترتيب  |
| --------------- | ---------------------------- | -------- | -------- | --------- | -------- |
| عباس كريمي      | 50 متر فراشة رجال S5         | 34.58    | 9        | لم يتقدم  | لم يتقدم |
| جمال هيل        | 50 متر حرة رجال S9           | 25.34    | 3 ت      | 25.62     | 5        |
| ياسين الدمارداش | 50 متر حرة رجال S10          | 25.29    | 9        | لم يتقدم  | لم يتقدم |
| نوح جافي        | 100 متر حرة رجال S9          | 58.94    | 2 ت      | 58.25 ر.أ | الثاني   |
| ماثيو توريس     | 100 متر حرة رجال S9          | 1:01.81  | =15      | لم يتقدم  | لم يتقدم |
| إيفان ويلكرسون  | 100 متر حرة رجال S10         | 1:00.56  | 15       | لم يتقدم  | لم يتقدم |
| ياسين الدمارداش | 100 متر ظهر رجال S10         | 55.93    | 10       | لم يتقدم  | لم يتقدم |
| إيفان أوستن     | 400 متر حرة رجال S8          | 4:56.54  | 1 ت      | 4:48.91   | 4        |
| نوح جافي        | 400 متر حرة رجال S9          | 4:26.80  | 2 ت      | 4:25.07   | 4        |
| ماثيو توريس     | 400 متر حرة رجال S9          | 4:32.75  | 3 ت      | 4:32.35   | 5        |
| جاك أونيل       | 100 متر ظهر رجال S10         | 1:11.09  | 11       | لم يتقدم  | لم يتقدم |
| ماثيو توريس     | 100 متر ظهر رجال S10         | 1:11.72  | 12       | لم يتقدم  | لم يتقدم |
| ياسين الدمارداش | 100 متر فراشة رجال S10       | 1:04.58  | 9        | لم يتقدم  | لم يتقدم |
| إيفان ويلكرسون  | 100 متر فراشة رجال S10       | 1:06.00  | 9        | لم يتقدم  | لم يتقدم |
| مورغان راي      | 100 متر صدر رجال SB6         | 1:22.86  | 3 ت      | 1:21.99   | 4        |
| زاكاري شاتوك    | 100 متر صدر رجال SB6         | 1:25.86  | 8 ت      | 1:25.11   | 6        |
| دافيد أبراهامز  | 100 متر صدر رجال SB8         | 1:06.76  | 5 ت      | 1:06.63   | 5        |
| عباس كريمي      | 50 متر فراشة رجال S5         | 38.37    | 9        | لم يتقدم  | لم يتقدم |
| زاكاري شاتوك    | 50 متر فراشة رجال S7         | 34.41    | 9        | لم يتقدم  | لم يتقدم |
| إيفان أوستن     | 200 متر فردي متنوع رجال SM8  | 2:40.26  | 5 ت      | 2:35.63   | 6        |
| نوح جافي        | 200 متر فردي متنوع رجال SM9  | 2:30.96  | 8 ت      | 2:29.25   | 6        |
| دافيد أبراهامز  | 200 متر فردي متنوع رجال SM10 | 2:17.81  | 7 ت      | 2:16.95   | 6        |

سيدات
| الرياضية            | الحدث                         | التصفيات          | التصفيات | النهائي           | النهائي  |
| الرياضية            | الحدث                         | النتيجة           | الترتيب  | النتيجة           | الترتيب  |
| ------------------- | ----------------------------- | ----------------- | -------- | ----------------- | -------- |
| ليان سميث           | 50 متر حرة سيدات S7           | 40.72             | 2 ت      | 40.03 WR          | الأول    |
| إليزابيث ماركس      | 50 متر حرة سيدات S11          | 33.05             | 2 ت      | 32.90 ر.أ         | الثاني   |
| ماكينزي كوان        | 50 متر حرة سيدات S7           | 33.93             | 12       | لم تتقدم          | لم تتقدم |
| مالوري ويج مان      | 50 متر حرة سيدات S7           | 32.97             | 8 ت      | 33.43             | 8        |
| كريستي رايلي كروسلي | 50 متر حرة سيدات S9           | 27.28 WR          | 1 ت      | 27.38             | الثاني   |
| أناستازيا باجوني س  | 50 متر حرة سيدات S11          | 31.01             | 8 ت      | 31.08             | 8        |
| أوليفيا تشامبرز     | 50 متر حرة سيدات S13          | 28.12             | 6 ت      | 27.65             | 5        |
| غريس نوفير          | 50 متر حرة سيدات S13          | 28.09             | 5 ت      | 28.22             | 8        |
| جيا برغوليني        | 50 متر حرة سيدات S13          | 27.52             | 2 ت      | 27.51             | الثاني   |
| ليان سميث           | 100 متر صدر سيدات SB7         | 1:32.63           | 1 ت      | 1:28.81 قالب:PlyR | الأول    |
| ماكينزي كوان        | 100 متر صدر سيدات SB8         | 1:11.38           | 3 ت      | 1:11.58           | 5        |
| إليزابيث ماركس      | 100 متر صدر سيدات SB8         | 1:10.98 قالب:PlyR | 2 ت      | 1:11.32           | 4        |
| مورغان ستيك ني      | 100 متر صدر سيدات SB8         | 1:10.35           | 1 ت      | 1:10.11           | الثاني   |
| هانا أس ب دين       | 100 متر ظهر سيدات S8          | 1:06.83           | 11       | لم تتقدم          | لم تتقدم |
| كريستي رايلي كروسلي | 100 متر ظهر سيدات S8          | 1:01.37           | 2 ت      | 1:00.18 ر.أ       | الثاني   |
| ناتالي سيمز         | 100 متر ظهر سيدات S8          | 1:02.94           | 3 ت      | 1:04.19           | 5        |
| ألكسندرا ترويت      | 100 متر ظهر سيدات S10         | 1:02.80           | 11       | لم تتقدم          | لم تتقدم |
| أناستازيا باجوني س  | 100 متر ظهر سيدات S11         | 1:08.13           | 4 ت      | 1:09.31           | 7        |
| ماكينزي كوان        | 400 متر حرة سيدات S7          | 5:09.98           | 2 ت      | 5:10.34           | الثاني   |
| أهاليا ليتنبرغر     | 400 متر حرة سيدات S7          | 5:24.12           | 6 ت      | 5:23.73           | 5        |
| مورغان ستيك ني      | 400 متر حرة سيدات S7          | 4:56.69 قالب:PlyR | 1 ت      | 4:53.88 قالب:PlyR | الأول    |
| جيسيكا لونغ         | 400 متر حرة سيدات S8          | 4:53.43           | 1 ت      | 4:48.74           | الأول    |
| كيغان نوت           | 400 متر حرة سيدات S9          | 4:56.81           | 10       | لم تتقدم          | لم تتقدم |
| سامر شميت           | 400 متر حرة سيدات S9          | 4:56.77           | 9        | لم تتقدم          | لم تتقدم |
| ألكسندرا ترويت      | 400 متر حرة سيدات S10         | 4:34.71           | 1 ت      | 4:31.39           | الثاني   |
| تايلور وينيت        | 400 متر حرة سيدات S10         | 4:52.58           | 7 ت      | 4:55.29           | 8        |
| أناستازيا باجوني س  | 400 متر حرة سيدات S11         | 5:04.60           | 1 ت      | 5:05.31           | 4        |
| أوليفيا تشامبرز     | 400 متر حرة سيدات S13         | 4:33.28           | 1 ت      | 4:29.93           | الأول    |
| إليزابيث ماركس      | 50 متر فراشة سيدات S11        | 37.89             | 2 ت      | 38.79             | 7        |
| ماكينزي كوان        | 50 متر فراشة سيدات S7         | 40.03             | 13       | لم تتقدم          | لم تتقدم |
| جوليا غافني         | 50 متر فراشة سيدات S7         | 37.03             | 5 ت      | 37.22             | 6        |
| مالوري ويج مان      | 50 متر فراشة سيدات S7         | 35.72             | 2 ت      | 34.94             | الثاني   |
| جيسيكا لونغ         | 100 متر فراشة سيدات S8        | 1:11.36           | 1 ت      | 1:10.59           | الأول    |
| كريستي رايلي كروسلي | 100 متر فراشة سيدات S9        | 1:06.78           | 1 ت      | 1:05.19 قالب:PlyR | الأول    |
| إليزابيث سميث       | 100 متر فراشة سيدات S9        | 1:10.47           | 5 ت      | 1:09.32           | 6        |
| تايلور وينيت        | 100 متر فراشة سيدات S10       | 1:09.51           | 7 ت      | 1:11.52           | 8        |
| أوليفيا تشامبرز     | 100 متر فراشة سيدات S13       | 1:06.79           | 6 ت      | 1:06.32           | 5        |
| غريس نوفير          | 100 متر فراشة سيدات S13       | 1:03.95           | 1 ت      | 1:03.88           | الثاني   |
| جيا برغوليني        | 100 متر فراشة سيدات S13       | 1:08.58           | 12       | لم تتقدم          | لم تتقدم |
| ليان سميث           | 150 متر فردي متنوع سيدات SM4  | 3:28.17           | 9        | لم تتقدم          | لم تتقدم |
| إليزابيث ماركس      | 200 متر فردي متنوع سيدات SM11 | 3:00.26           | 2 ت      | 3:02.50           | الثاني   |
| جوليا غافني         | 200 متر فردي متنوع سيدات SM7  | 3:03.03           | 4 ت      | 3:01.27           | الثالث   |
| مورغان ستيك ني      | 200 متر فردي متنوع سيدات SM7  | 3:04.70           | 6 ت      | 3:04.62           | 7        |
| مالوري ويج مان      | 200 متر فردي متنوع سيدات SM7  | 2:57.40           | 1 ت      | 2:53.29 قالب:PlyR | الأول    |
| جيسيكا لونغ         | 200 متر فردي متنوع سيدات SM8  | 2:45.97           | 4 ت      | 2:45.70           | 4        |
| سامر شميت           | 200 متر فردي متنوع سيدات SM9  | 2:44.63           | 10       | لم تتقدم          | لم تتقدم |
| ناتالي سيمز         | 200 متر فردي متنوع سيدات SM9  | 2:40.60           | 3 ت      | 2:40.02           | 6        |
| تايلور وينيت        | 200 متر فردي متنوع سيدات SM10 | 2:46.62           | 11       | لم تتقدم          | لم تتقدم |
| أوليفيا تشامبرز     | 200 متر فردي متنوع سيدات SM13 | 2:27.72           | 1 ت      | 2:25.90           | الثاني   |
| غريس نوفير          | 200 متر فردي متنوع سيدات SM13 | 2:31.89           | 6 ت      | 2:32.82           | 6        |
| كولين يونغ          | 200 متر فردي متنوع سيدات SM13 | 2:35.58           | 7 ت      | 2:34.95           | 7        |

مختلط
| الرياضي                                                          | الحدث                               | التصفيات    | التصفيات | النهائي     | النهائي |
| الرياضي                                                          | الحدث                               | الزمن       | الترتيب  | الزمن       | الترتيب |
| ---------------------------------------------------------------- | ----------------------------------- | ----------- | -------- | ----------- | ------- |
| عباس كريمي إليزابيث ماركس زاكاري شاتوك ليان سميث                 | تتابع 4x100 متر متنوع مختلط 49 نقطة | 2:23.01     | 1 ت      | 2:18.99 ر.أ | الثاني  |
| نوح جافي كريستي رايلي كروسلي ناتالي سيمز ماثيو توريس             | تتابع 4x100 متر حرة مختلط 49 نقطة   | —           | —        | 4:04.70 ر.أ | الثالث  |
| دافيد أبراهامز أوليفيا تشامبرز أناستازيا باجوني س إيفان ويلكرسون | تتابع 4x100 متر حرة مختلط 49 نقطة   | —           | —        | 4:05.26     | 5       |
| عباس كريمي إليزابيث ماركس مورغان راي ليان سميث                   | تتابع 4x100 متر حرة مختلط 49 نقطة   | 2:35.81     | 1 ت      | 2:31.01 ر.أ | الثاني  |
| هانا أس ب دين ياسين الدمارداش كريستي رايلي كروسلي مورغان راي     | تتابع 4x100 متر متنوع مختلط 49 نقطة | 4:36.75 ر.أ | 4 ت      | 4:33.65 ر.أ | 6       |

## تنس الطاولة
ضمنت الولايات المتحدة ثلاثة أماكن فردية في الألعاب البارالمبية. وقد تأهلوا جميعًا لباريس 2024 بفضل نتائج ميدالياتهم الذهبية، في فئتهم المعنية، من خلال ألعاب البارابان الأمريكية 2023 في سانتياغو، تشيلي.
| الرياضي                     | الحدث             | دور الـ 32                   | دور الـ 16                     | ربع النهائي                   | نصف النهائي               | النهائي / مب  | النهائي / مب |
| الرياضي                     | الحدث             | الخصم النتيجة                | الخصم النتيجة                  | الخصم النتيجة                 | الخصم النتيجة             | الخصم النتيجة | الترتيب      |
| --------------------------- | ----------------- | ---------------------------- | ------------------------------ | ----------------------------- | ------------------------- | ------------- | ------------ |
| جينسون فان إيمبورغ          | فردي رجال Class 3 | تقدم تلقائي                  | نويل (فرنسا) · ف 3–1           | جانغ (كوريا الجنوبية) · خ 2–3 | لم يتقدم                  | لم يتقدم      | =5           |
| إيان سيدنفيلد               | فردي رجال Class 1 | —                            | بيري (بريطانيا العظمى) · ف 3–0 | فاليرا (إسبانيا) · ف 3–0      | بارنزان (إيطاليا) · خ 0–3 | لم يتقدم      | الثالث       |
| تاهل ليبوفيتز               | فردي رجال Class 9 | —                            | ماي (أوكرانيا) · خ 0–3         | لم يتقدم                      | لم يتقدم                  | لم يتقدم      | =9           |
| تاهل ليبوفيتز إيان سيدنفيلد | فرق رجال Class 1  | ليو / · تشاو (الصين) · خ 0–3 | لم يتقدم                       | لم يتقدم                      | لم يتقدم                  | لم يتقدم      | 17           |

## التايكوندو
دخلت الولايات المتحدة رياضيين اثنين للمنافسة في بطولة الألعاب البارالمبية. تأهل إيفان ميديل لباريس 2024، بفضل إنهاءه ضمن المراكز الستة الأولى في التصنيف البارالمبي في فئة الرجال فوق 80 كغم.
| الرياضي       | الحدث        | دور الـ 16                 | ربع النهائي                   | نصف النهائي                                          | الملحق        | النهائي / مب                                        | النهائي / مب |
| الرياضي       | الحدث        | الخصم النتيجة              | الخصم النتيجة                 | الخصم النتيجة                                        | الخصم النتيجة | الخصم النتيجة                                       | الترتيب      |
| ------------- | ------------ | -------------------------- | ----------------------------- | ---------------------------------------------------- | ------------- | --------------------------------------------------- | ------------ |
| إيفان ميديل   | 80 كغم رجال  | تقدم تلقائي                | أوميرالي (كازاخستان) · ف 13–3 | رمضانوف (الرياضيون البارالمبيون المحايدين) · خ 17–19 | تقدم تلقائي   | نهائي الميدالية البرونزية · كيتا (السنغال) · ف 13–1 | الثالث       |
| أريانا أغويلا | سيدات 47 كغم | جاباريدز (جورجيا) · خ 2–22 | لم تتقدم                      | لم تتقدم                                             | لم تتقدم      | لم تتقدم                                            | =9           |

## كرة السلة على الكراسي المتحركة
ملخص
| الفريق           | الحدث         | الدور التمهيدي  | الدور التمهيدي | الدور التمهيدي   | الدور التمهيدي | ربع النهائي             | نصف النهائي   | النهائي / مب            | النهائي / مب |
| الفريق           | الحدث         | الخصم النتيجة   | الخصم النتيجة  | الخصم النتيجة    | الترتيب        | الخصم النتيجة           | الخصم النتيجة | الخصم النتيجة           | الترتيب      |
| ---------------- | ------------- | --------------- | -------------- | ---------------- | -------------- | ----------------------- | ------------- | ----------------------- | ------------ |
| الولايات المتحدة | بطولة الرجال  | إسبانيا ف 66–56 | هولندا ف 60–34 | أستراليا ف 79–69 | 1              | فرنسا ف 82–47           | كندا ف 80–43  | المملكة المتحدة ف 73–69 | الأول        |
| الولايات المتحدة | بطولة السيدات | ألمانيا ف 73–44 | هولندا خ 56–69 | اليابان ف 62–52  | 2              | المملكة المتحدة ف 59–52 | الصين ف 50–47 | هولندا خ 49–63          | الثاني       |

## مبارزة الكراسي المتحركة
أهلت الولايات المتحدة ستة مبارزين على الكراسي المتحركة للفعاليات البارالمبية التالية.
رجال
| الرياضي                                 | الحدث                 | دور الـ 32                               | دور الـ 16                        | ربع النهائي   | نصف النهائي   | الملحق 1                              | الملحق 2                         | الملحق 3      | الملحق 4      | النهائي / مب  | النهائي / مب |
| الرياضي                                 | الحدث                 | الخصم النتيجة                            | الخصم النتيجة                     | الخصم النتيجة | الخصم النتيجة | الخصم النتيجة                         | الخصم النتيجة                    | الخصم النتيجة | الخصم النتيجة | الخصم النتيجة | الترتيب      |
| --------------------------------------- | --------------------- | ---------------------------------------- | --------------------------------- | ------------- | ------------- | ------------------------------------- | -------------------------------- | ------------- | ------------- | ------------- | ------------ |
| ويليام سكون أوفر                        | سيف المبارزة رجال A   | دي أوليفيرا (البرازيل) · ف 15–7          | غيليفر (بريطانيا العظمى) · خ 1–15 | لم يتقدم      | لم يتقدم      | العكيلي (العراق) · خ 6–15             | لم يتقدم                         | لم يتقدم      | لم يتقدم      | لم يتقدم      | 16           |
| نوح هانسن                               | سيف المبارزة رجال B   | تقدم تلقائي                              | كوتيا (بريطانيا العظمى) · خ 7–15  | لم يتقدم      | لم يتقدم      | داتسكو (أوكرانيا) · خ 6–15            | لم يتقدم                         | لم يتقدم      | لم يتقدم      | لم يتقدم      | 16           |
| بايرون برانش نوح هانسن ويليام سكون أوفر | فرق سيف المبارزة رجال | —                                        | قالب:علم2 خ 24–45                 | لم يتقدم      | لم يتقدم      | —                                     | —                                | —             | —             | لم يتقدم      | 10           |
| بايرون برانش                            | سيف الشيش رجال A      | سكون أوفر (الولايات المتحدة) · ف 15–2    | لامبرتيني (إيطاليا) · خ 5–15      | لم يتقدم      | لم يتقدم      | لام-واتسون (بريطانيا العظمى) · خ 7–15 | لم يتقدم                         | لم يتقدم      | لم يتقدم      | لم يتقدم      | 15           |
| ويليام سكون أوفر                        | سيف الشيش رجال A      | بايرون برانش (الولايات المتحدة) · خ 2–15 | لم يتقدم                          | لم يتقدم      | لم يتقدم      | لم يتقدم                              | لم يتقدم                         | لم يتقدم      | لم يتقدم      | لم يتقدم      | 18           |
| بايرون برانش نوح هانسن ويليام سكون أوفر | فرق سيف الشيش رجال    | —                                        | قالب:علم2 خ 41–45                 | لم يتقدم      | لم يتقدم      | —                                     | —                                | —             | —             | لم يتقدم      | 9            |
| ويليام سكون أوفر                        | سيف المبارزة رجال B   | —                                        | شميت (ألمانيا) · خ 3–15           | لم يتقدم      | لم يتقدم      | داماسكينو (البرازيل) · خ 13–15        | لم يتقدم                         | لم يتقدم      | لم يتقدم      | لم يتقدم      | 13           |
| نوح هانسن                               | سيف المبارزة رجال B   | —                                        | فنغ (الصين) · خ 4–15              | لم يتقدم      | لم يتقدم      | هوغو (الأرجنتين) · ف 15–5             | كوتيا (بريطانيا العظمى) · خ 5–15 | لم يتقدم      | لم يتقدم      | لم يتقدم      | 10           |

سيدات
| الرياضية                                   | الحدث                  | دور الـ 32                     | دور الـ 16                     | ربع النهائي       | نصف النهائي   | الملحق 1                     | الملحق 2                            | الملحق 3      | الملحق 4      | النهائي / مب  | النهائي / مب |
| الرياضية                                   | الحدث                  | الخصم النتيجة                  | الخصم النتيجة                  | الخصم النتيجة     | الخصم النتيجة | الخصم النتيجة                | الخصم النتيجة                       | الخصم النتيجة | الخصم النتيجة | الخصم النتيجة | الترتيب      |
| ------------------------------------------ | ---------------------- | ------------------------------ | ------------------------------ | ----------------- | ------------- | ---------------------------- | ----------------------------------- | ------------- | ------------- | ------------- | ------------ |
| فيكتوريا آيزاكسون                          | سيف المبارزة سيدات A   | فيراس (البرازيل) · خ 12–15     | لم تتقدم                       | لم تتقدم          | لم تتقدم      | لم تتقدم                     | لم تتقدم                            | لم تتقدم      | لم تتقدم      | لم تتقدم      | 18           |
| جاتايا تايلور                              | سيف المبارزة سيدات A   | أوليفيرا (البرازيل) · ف 15–5   | كوون (كوريا الجنوبية) · خ 7–15 | لم تتقدم          | لم تتقدم      | يو (هونغ كونغ) · خ 9–15      | لم تتقدم                            | لم تتقدم      | لم تتقدم      | لم تتقدم      | 15           |
| إيلين غيدس                                 | سيف المبارزة سيدات B   | —                              | آو (الصين) · خ 2–15            | لم تتقدم          | لم تتقدم      | سانتوس (البرازيل) · ف 15–14  | فيدوتا-إيساييفا (أوكرانيا) · خ 4–15 | لم تتقدم      | لم تتقدم      | لم تتقدم      | 10           |
| إيلين غيدس فيكتوريا آيزاكسون جاتايا تايلور | فرق سيف المبارزة سيدات | —                              | قالب:علم2 خ 36–45              | لم يتقدم          | لم يتقدم      | —                            | —                                   | —             | —             | لم تتقدم      | 11           |
| فيكتوريا آيزاكسون                          | سيف الشيش سيدات A      | تقدم تلقائي                    | موغوش (إيطاليا) · خ 0–15       | لم تتقدم          | لم تتقدم      | فان (هونغ كونغ) · خ 3–15     | لم تتقدم                            | لم تتقدم      | لم تتقدم      | لم تتقدم      | 14           |
| جاتايا تايلور                              | سيف الشيش سيدات A      | بايك (كوريا الجنوبية) · ف 15–5 | يو (هونغ كونغ) · خ 10–15       | لم تتقدم          | لم تتقدم      | موركفيتش (أوكرانيا) · خ 1–15 | لم تتقدم                            | لم تتقدم      | لم تتقدم      | لم تتقدم      | 15           |
| إيلين غيدس                                 | سيف الشيش سيدات B      | —                              | دولوه (أوكرانيا) · خ 11–15     | لم تتقدم          | لم تتقدم      | تقدم تلقائي                  | خيتسورياني (جورجيا) · خ 6–15        | لم تتقدم      | لم تتقدم      | لم تتقدم      | 10           |
| إيلين غيدس فيكتوريا آيزاكسون جاتايا تايلور | فرق سيف الشيش سيدات    | —                              | تقدم تلقائي                    | قالب:علم2 خ 16–45 | لم يتقدم      | —                            | —                                   | —             | —             | لم يتقدم      | 6            |

## رجبي الكراسي المتحركة
تأهل الولايات المتحدة للمنافسة في الألعاب البارالمبية، بفضل نتائج ميداليتهم الذهبية، في ألعاب البارابان الأمريكية 2023 في سانتياغو، تشيلي.
ملخص
| الفريق           | مرحلة المجموعات | مرحلة المجموعات | مرحلة المجموعات | مرحلة المجموعات | نصف النهائي             | النهائي / مب    | النهائي / مب |
| الفريق           | الخصم النتيجة   | الخصم النتيجة   | الخصم النتيجة   | الترتيب         | الخصم النتيجة           | الخصم النتيجة   | الترتيب      |
| ---------------- | --------------- | --------------- | --------------- | --------------- | ----------------------- | --------------- | ------------ |
| الولايات المتحدة | كندا ف 51–48    | اليابان خ 42–45 | ألمانيا ف 57–47 | 2 ت             | المملكة المتحدة ف 50–43 | اليابان خ 41–48 | الثاني       |

قائمة الفريق
- ساره آدم
- تشاك أوكي
- كلايتون براكيت
- جيف باتلر
- لي فريديت
- براد هدسبث
- تشاك ميلتون
- إيريك نيوبي
- جوش أونيل
- تسيون ريدينغتون
- ماسون سيمونز
- جوش ويلر

## تنس الكراسي المتحركة
دخلت الولايات المتحدة لاعباً واحداً في الألعاب البارالمبية بفضل نتائج الميدالية الذهبية في ألعاب البارابان الأمريكية 2023 في سانتياغو، تشيلي. وتأهل أيضاً ثلاثة لاعبين تنس كراسي متحركة عبر تصنيف الاتحاد الدولي لكرة المضرب العالمي حتى 15 يوليو 2024.
رجال
| الرياضي                 | الحدث     | دور الـ 64                   | دور الـ 32                                  | دور الـ 16    | ربع النهائي   | نصف النهائي   | النهائي / مب  | النهائي / مب |
| الرياضي                 | الحدث     | الخصم النتيجة                | الخصم النتيجة                               | الخصم النتيجة | الخصم النتيجة | الخصم النتيجة | الخصم النتيجة | الترتيب      |
| ----------------------- | --------- | ---------------------------- | ------------------------------------------- | ------------- | ------------- | ------------- | ------------- | ------------ |
| كيسي راتزلاف            | فردي رجال | تقدم تلقائي                  | رودريغز (البرازيل) · خ 2–6، 6–7(2–6)        | لم يتقدم      | لم يتقدم      | لم يتقدم      | لم يتقدم      | =17          |
| كونر سترود              | فردي رجال | جيل (كوستاريكا) · ف 6–3، 6–1 | سانادا (اليابان) · خ 1–6، 2–6               | لم يتقدم      | لم يتقدم      | لم يتقدم      | لم يتقدم      | =17          |
| كيسي راتزلاف كونر سترود | زوجي رجال | —                            | كاسكو / · فيرناندز (الأرجنتين) · خ 3–6، 4–6 | لم يتقدم      | لم يتقدم      | لم يتقدم      | لم يتقدم      | =17          |

سيدات
| الرياضية                  | الحدث      | دور الـ 32                             | دور الـ 16                                         | ربع النهائي   | نصف النهائي   | النهائي / مب  | النهائي / مب |
| الرياضية                  | الحدث      | الخصم النتيجة                          | الخصم النتيجة                                      | الخصم النتيجة | الخصم النتيجة | الخصم النتيجة | الترتيب      |
| ------------------------- | ---------- | -------------------------------------- | -------------------------------------------------- | ------------- | ------------- | ------------- | ------------ |
| دانا ماثيوسون             | فردي سيدات | لي (الصين) · خ 7–5، 3–6، 4–6           | لم تتقدم                                           | لم تتقدم      | لم تتقدم      | لم تتقدم      | =17          |
| مايلي فيلبس               | فردي سيدات | بريكويل (بريطانيا العظمى) · ف 6–3، 6–4 | وانغ (الصين) · خ 0–6، 3–6                          | لم تتقدم      | لم تتقدم      | لم تتقدم      | =9           |
| دانا ماثيوسون مايلي فيلبس | زوجي سيدات | —                                      | أوتاني / · تاكامورو (اليابان) · خ 6–4، 4–6، [6–10] | لم تتقدم      | لم تتقدم      | لم تتقدم      | =9           |

رباعي
| الرياضي     | الحدث      | دور الـ 16                  | ربع النهائي   | نصف النهائي   | النهائي / مب  | النهائي / مب |
| الرياضي     | الحدث      | الخصم النتيجة               | الخصم النتيجة | الخصم النتيجة | الخصم النتيجة | الترتيب      |
| ----------- | ---------- | --------------------------- | ------------- | ------------- | ------------- | ------------ |
| ديفيد واغنر | فردي رباعي | كابلان (تركيا) · خ 1–6، 2–6 | لم يتقدم      | لم يتقدم      | لم يتقدم      | =9           |